# Gamla Göta landsväg

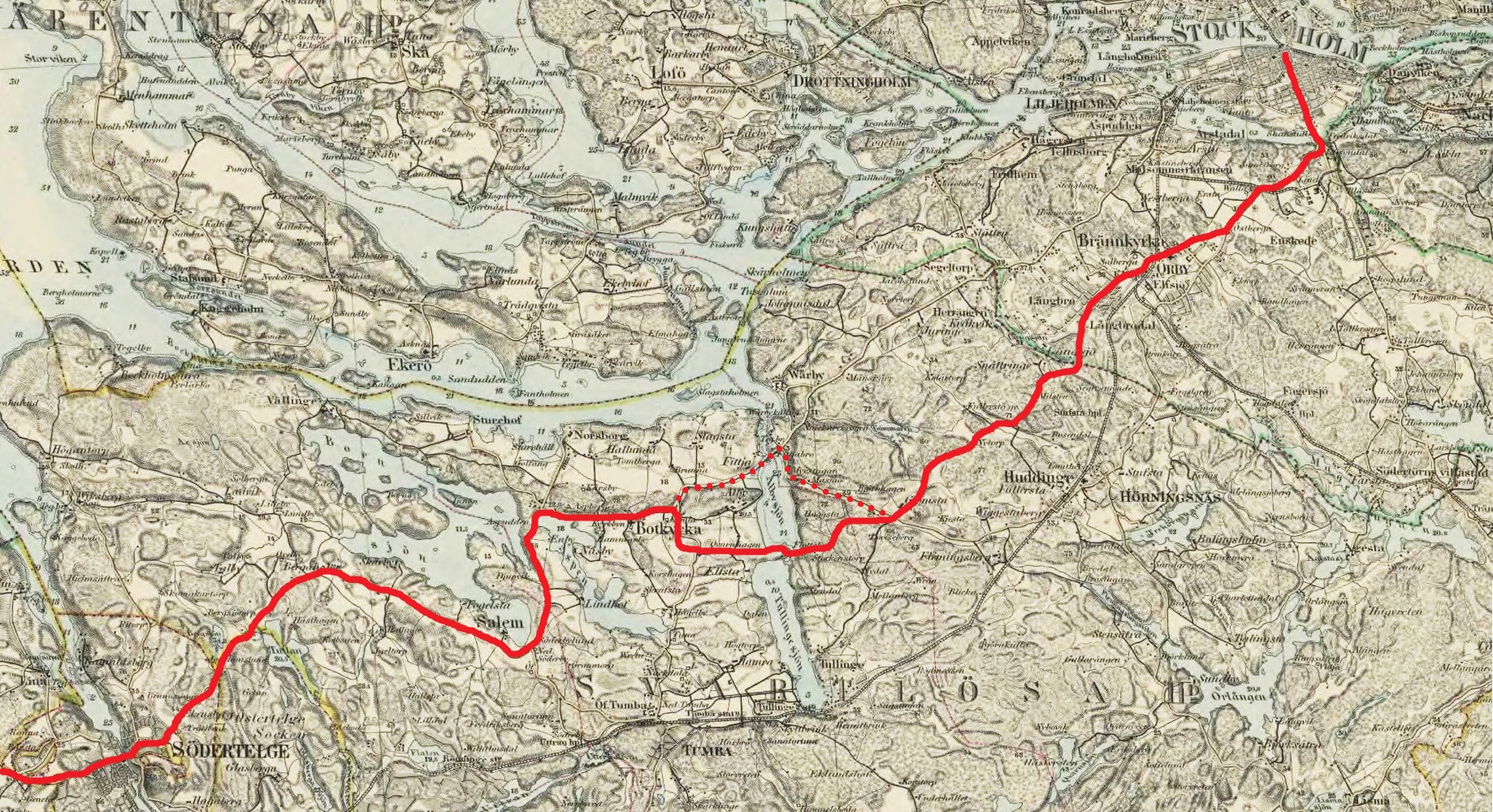
Göta landsväg mellan Stockholm och Södertälje på Generalstabskartan från 1873. Den prickade delen visar sträckningen efter 1633 via en ny bro över Fittjanäset.

Gamla Göta landsväg (eller Göta landsväg) var en medeltida färdväg som gick från Stockholm över Södertörn mot Götaland. Innan Stockholm grundades fanns här den forntida Tingsvägen som ledde till Svartlöten, där ting hölls varje vår och höst. Sedan Stockholm grundats på 1250-talet infogades den gamla tingsvägen i den allmänna tillfartsvägen till staden och kom med tiden att kallas Göta landsväg. Vägen är första gången omnämnd i Stockholms stads jordebok från år 1494.  Göta landsväg miste sin betydelse som huvudfärdväg under senare delen av 1600-talet, när den "Nya landsvägen" – numera Gamla Södertäljevägen – över Hornstull kom till.
Vägsträckningen är numera till största del försvunnen, utplånad av moderna vägar och bebyggelse. Över Årstafältet går en bevarad del som är klassad som fornminne med RAÄ-nummer Brännkyrka 34:1.

## Historisk sträckning

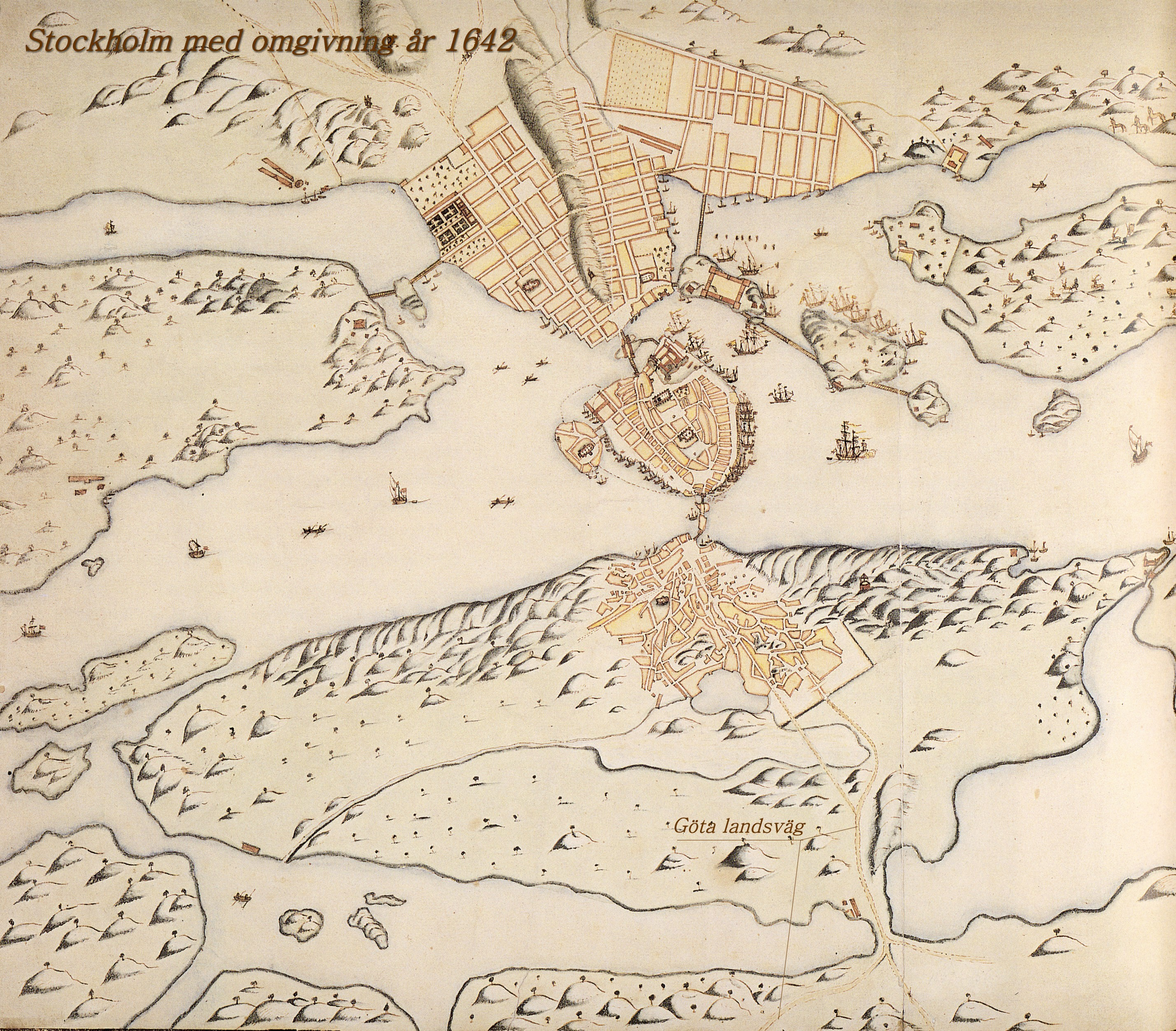
Stockholm år 1642, då Göta landsväg var enda landsvägen söderut.

För den som på 1500-talet skulle färdas landvägen söderut från Stockholm, var Göta landsväg det enda alternativet. Vägen har anor åtminstone från medeltiden. Förmodligen var den redan upptrampad på bronsåldern eller ännu tidigare.
Från Slottet Tre Kronor gick den söderut genom Gamla stan via dagens Västerlånggatan till Söderport. Sedan följde den Götgatan över Åsön – dagens Södermalm – till Skanstull. Före Skanstull gjorde vägen en sväng österut eftersom sjön Fatburen och ett stort träskområde bredde ut sig mitt på Åsön. Fatburen fanns kvar ända fram till 1859, då den fylldes igen för att ge plats åt Södra station. Vid 1600-talets mitt kallades Götgatan Göthegathon. Namnet anknöt till ett redan existerade vägnamn, Götha vägen som "fordom varit vägen till Telge /.../ såsom ledande till Götha Rike".
Fram till mitten av 1920-talet, innan Hammarbykanalen anlades, gick landsvägen över näset vid Skanstull. Vägen gick nere i dalgången ungefär i nivå med nuvarande slusskajen för Hammarbyslussen. På den tiden fanns här en liten bro över den bäck som rann till Årstaviken från Hammarby sjö. På 1640-talet anlades här Söder skans som var en befästningsanläggning mellan Mälaren och Hammarby sjö. De sista resterna revs i mitten av 1920-talet.
Från Stockholms slott mot norr gick vägens förlängning via dagens Drottninggatan och Norrtullsgatan i riktning mot Gamla Uppsala respektive Enköping. Det är dagens Uppsalavägen och Enköpingsvägen.

### Göta landsväg genom Johanneshov, Enskede gård och Årsta

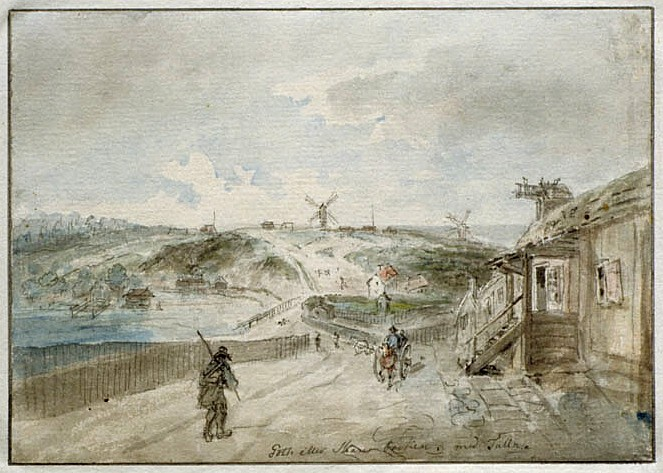
Landsvägen med Skanstull i bakgrunden, 1780.

Söder om Skanstull delade sig vägen dels i Dalarö vägen (nuvarande Gamla Dalarövägen) mot sydost och dels i Götha vägen mot sydväst. På Werner von Rosenfeldts karta över Stockholm från 1702 har namnet bytts till Södermannalandt Wägen. Vägen gick uppför den branta Skansbacken, passerade strax söder om nuvarande Skanskvarn och följde ungefär nuvarande Johanneshovsvägens sträckning. Från Skanskvarn gick den över den plats där Värmdö gymnasium ligger. Där Gullmarsvägen nu korsar Johanneshovsvägen gick den in i nuvarande Grynkvarnsparken söderut. Vid Bolidenplan finns ännu en liten bit av vägen kvar. Fram till början av 1900-talet fanns här en krog som kallades Linde, ursprungligen ett torp under storgodset Enskede gård.
Efter Linde gick vägen längs nuvarande Lindetorpsvägen åt sydväst. Där den vägen slutar finns idag en cykel- och gångväg kantad av flera gamla ekar. I höjd med Tvärbanans nutida hållplats svängde vägen något. Den nutida Johanneshovsvägen slutar vid Mejeribacken, men Göta landsväg svängde västerut några hundra meter in på nuvarande Årstavägen. I höjd med dagens Bråviksvägen svängde vägen 90 grader, en sväng som i folkmun kallades Snurrom eller Snörom. Här finns en vägbank med stenskoning ännu kvar. Vägen passerade torpet Västända och kom ner i ett läge där Tvärbanan nu korsar. Här låg Valla gårds marker eller Valla gärdet (Årstafältet).
Bilder

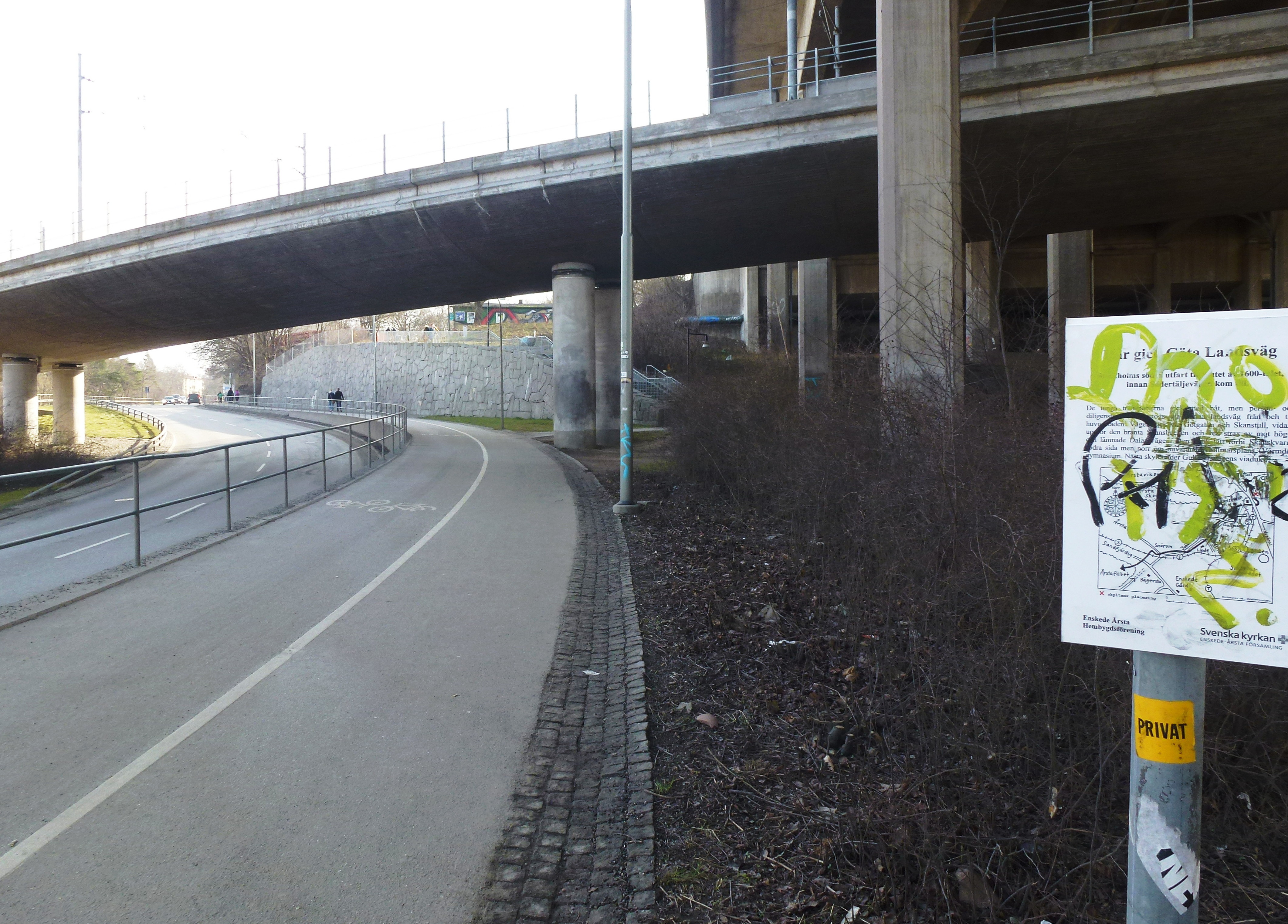
Hammarbybacken. Den nedklottrade skylten till höger talar om att "här gick Göta landsväg".
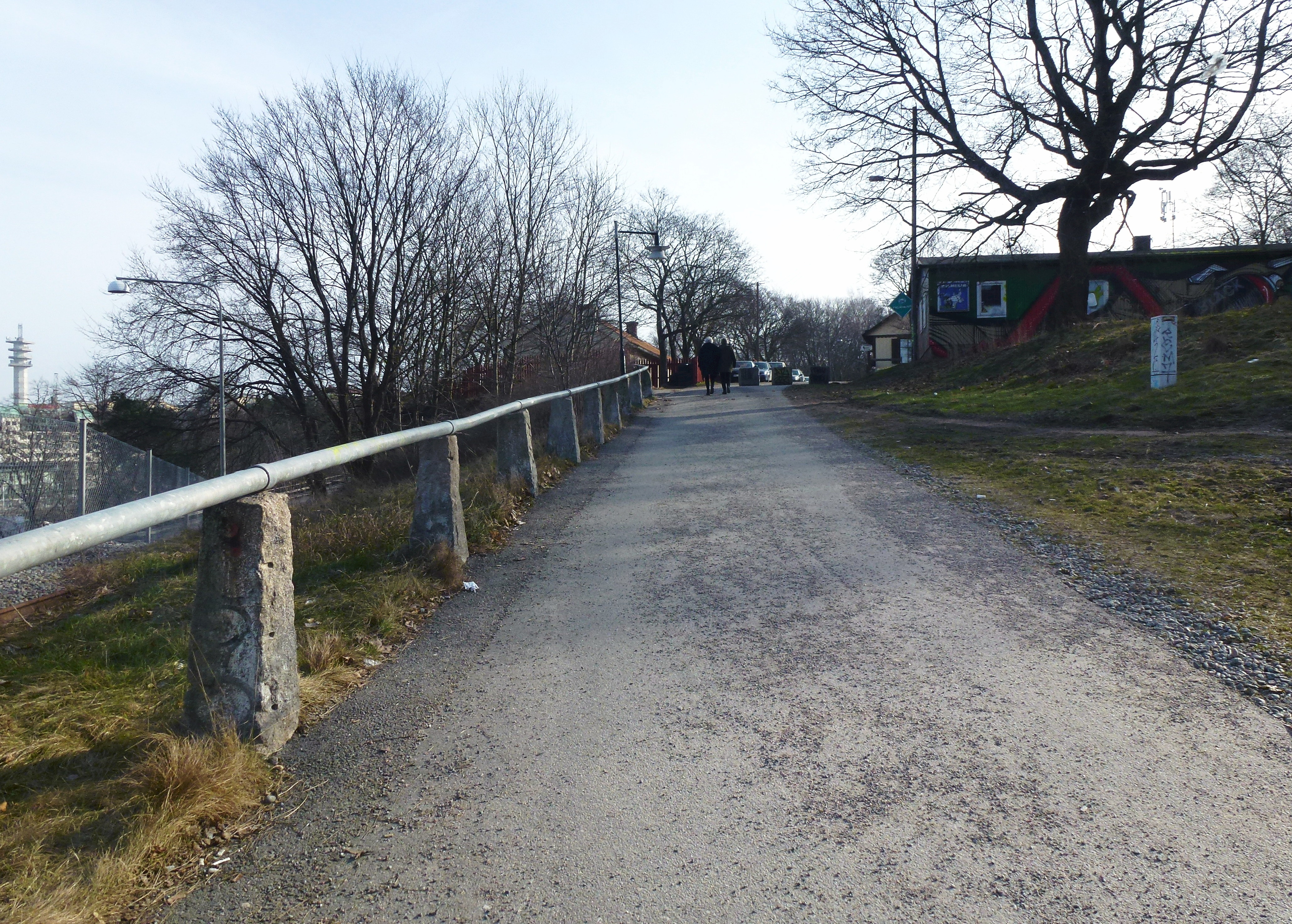
Göta landsväg på Skansbacken
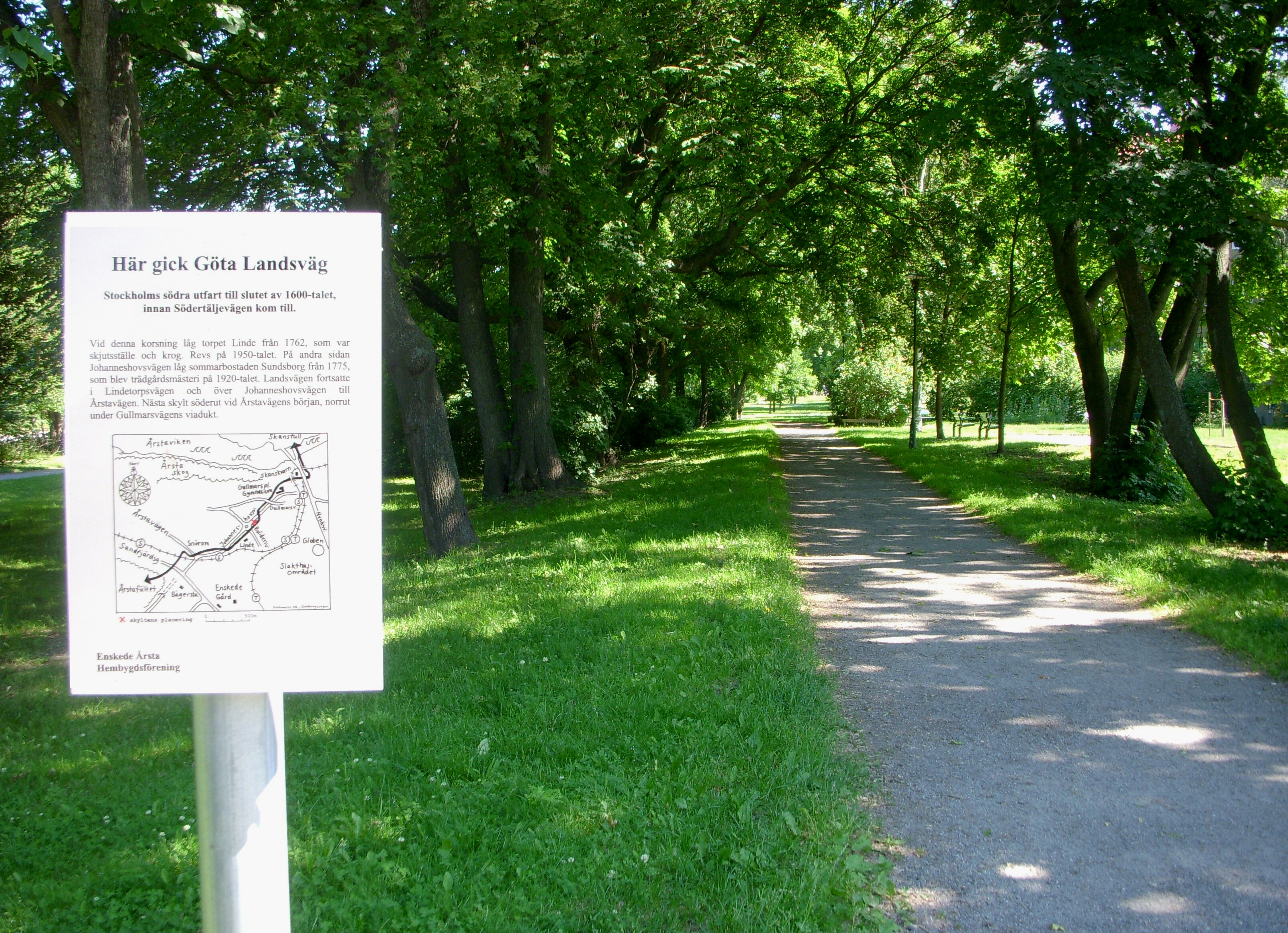
Göta landsväg genom Grynkvarnsparken
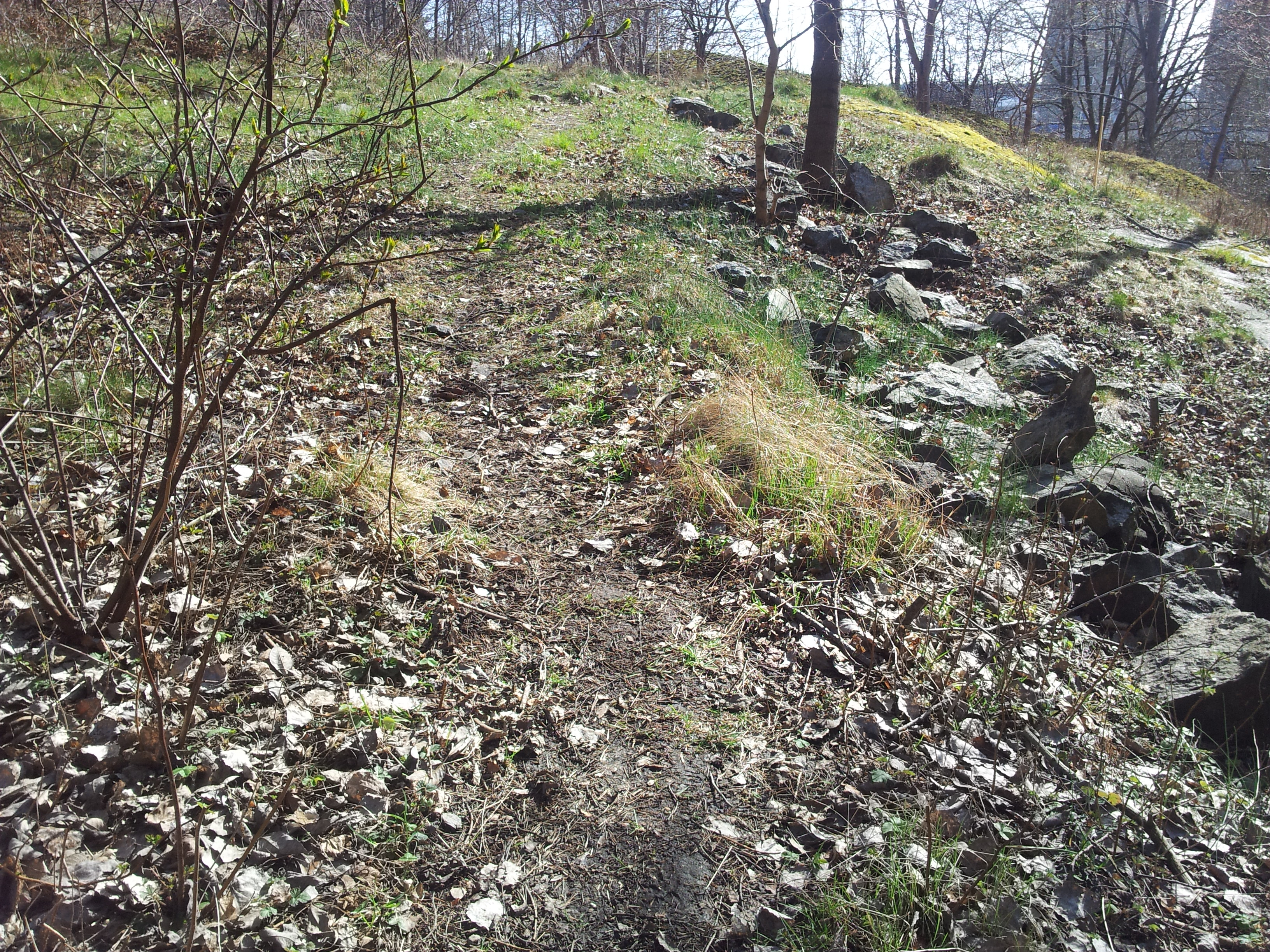
Landsvägens sträckning med stenskoning längs Årstavägen
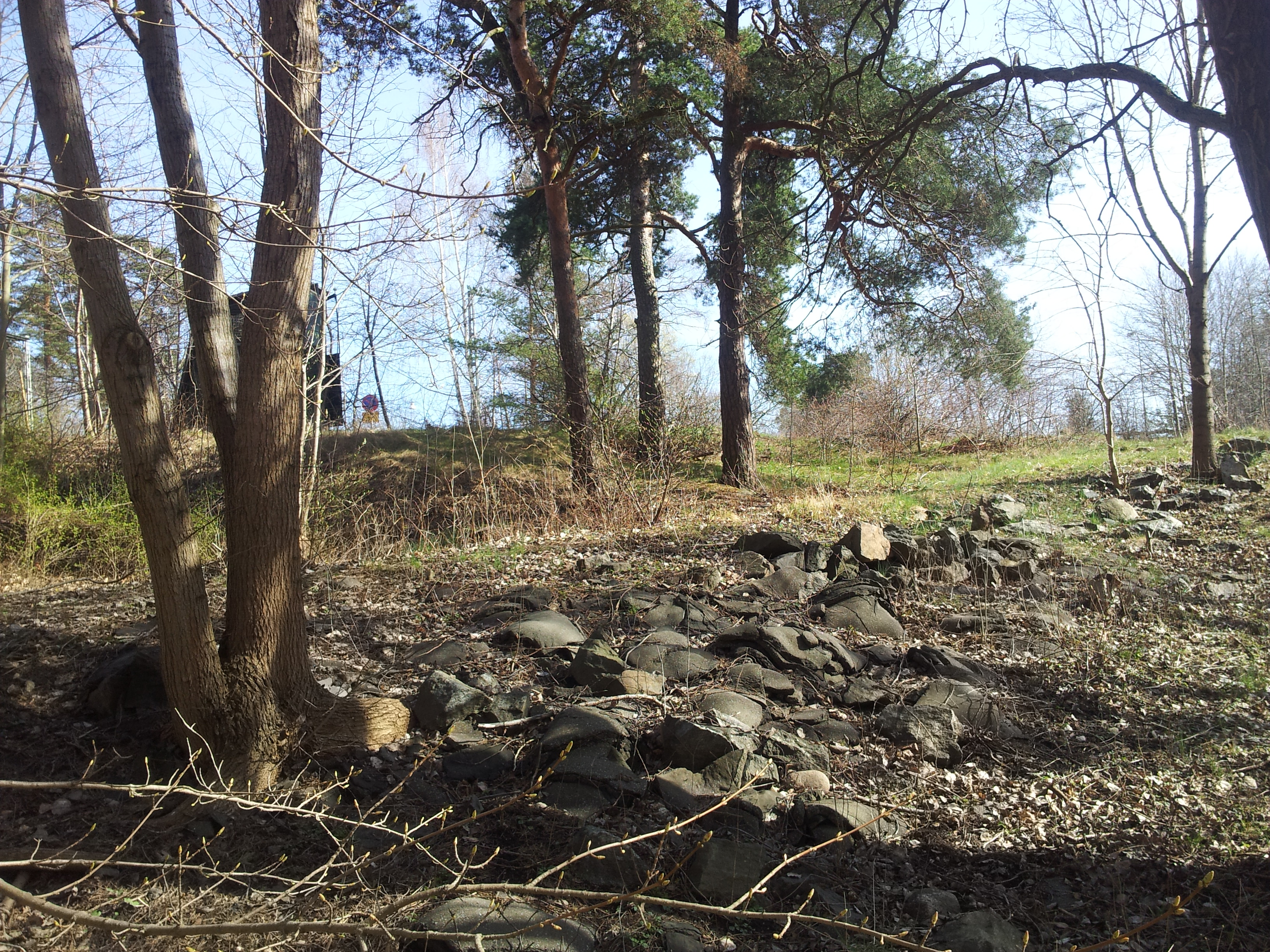
Landsvägens sträckning med stenskoning längs Årstavägen

### Göta landsväg över Årstafältet och genom Östberga och Örby slott

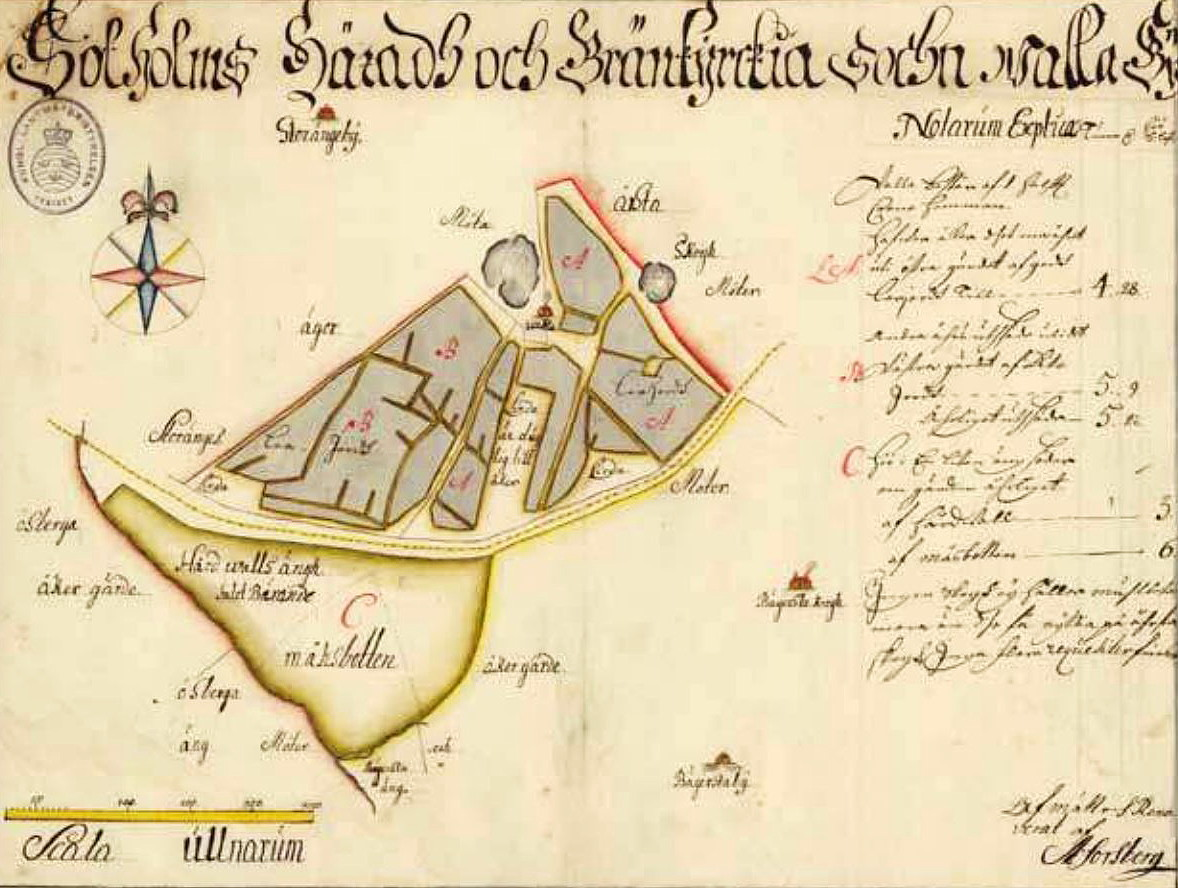
Valla gårds ägor 1693.

Endast på ett fåtal ställen, som vid Flottsbro och Alby samt på Årstafältet finns spår av vägen kvar, där sträckningen över Årstafältet kan anses vara den förnämligaste. På Årstafältet är ca 730 meter av vägen bevarad i sitt ursprungliga skick, här är den 3,5 till 5,0 meter bred med en cirka 0,5 meter hög vägbank. Ungefär mitt på fältet svängde landvägen i en stor kurva genom Valla gårds marker. Den svängen kan fortfarande anas, men Valla existerar inte längre.
I ramen för en upprustning av Årstafältet restaurerades vägen 1998 och över Valla å rekonstruerades en stenvalvbro i kallmurad gråsten, med Albybron som förebild. Vid samma tillfälle röjdes och grusades landsvägen. Arbetet bekostades av Gatu- och Fastighetskontoret.
Söder om Årstafältet, genom stadsdelarna Östberga och Örby Slott, löper den ungefärliga äldre vägsträckningen utmed gång- och cykelvägar samt längs dagens Götalandsvägen. Här finns även ett vägmärke som enligt Riksantikvarieämbetets dokumentation från 1990 kan vara en väghållningssten eller möjligen ett gränsmärke. Texten lyder "ÖRBY No 6" och är ristad direkt i en berghäll vid Östbergabackarnas södra slinga. Ett hundratal meter längre västerut passerade landsvägen Kvarnbacken med Örby kvarn som hörde till Örby slott. Kvarnen är numera försvunnen men mjölnarbostaden finns kvar, ombyggd till privatvilla.
Under 1700- och 1800-talen, då trafiken söderut från Stockholm hade flyttats över till den Nya landsvägen via Hornstull, kallades vägsträckningen över Årstafältet "Kyrkvägen" eftersom den ledde till Brännkyrka kyrka. En av de många som på söndagarna färdades denna väg för att besöka gudstjänsten var Märta Helena Reenstierna, kallad Årstafrun.
Fram till år 2035 skall de norra delarna av Årstafältet bebyggas med en ny stadsdel. Göta landsväg kommer dock att kvarstå helt orörd i sitt nuvarande läge över fältet. Där Göta landsväg möter den planerade nya bebyggelsen fortsätter den som en esplanad som föreslås får namnet Göta landsvägs esplanad.
Bilder

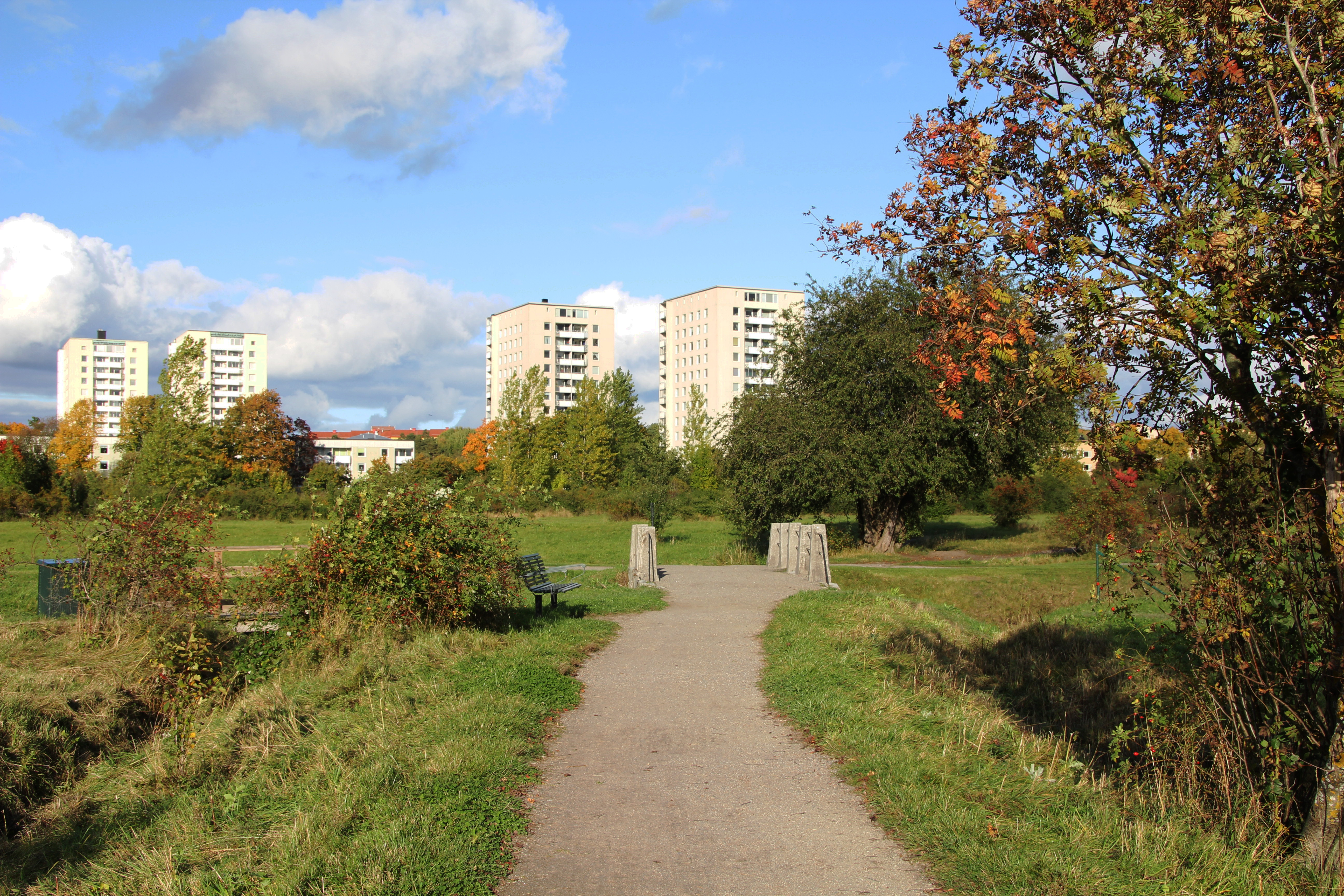
Göta landsväg på Årstafältet
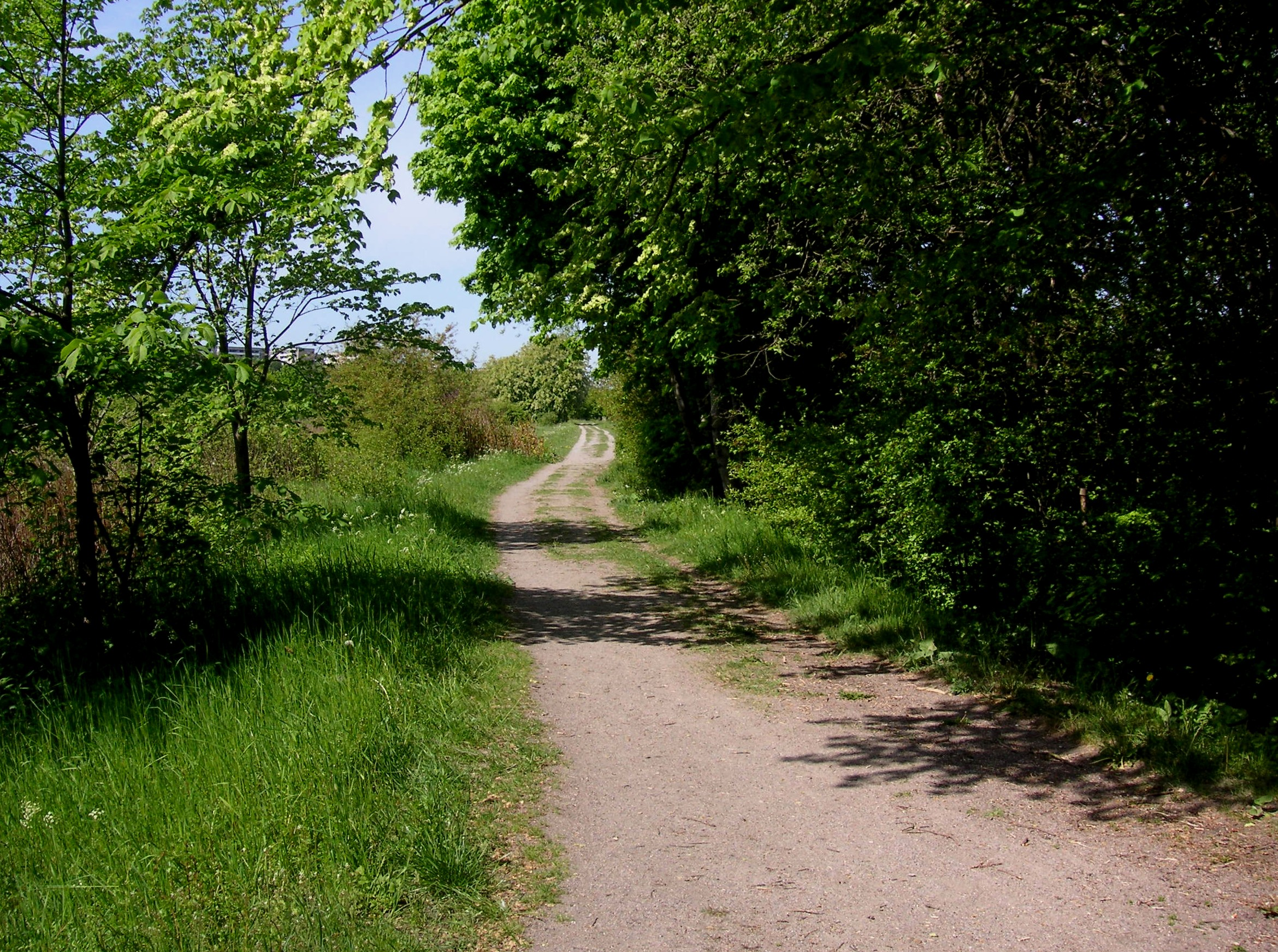
Göta landsväg på Årstafältet
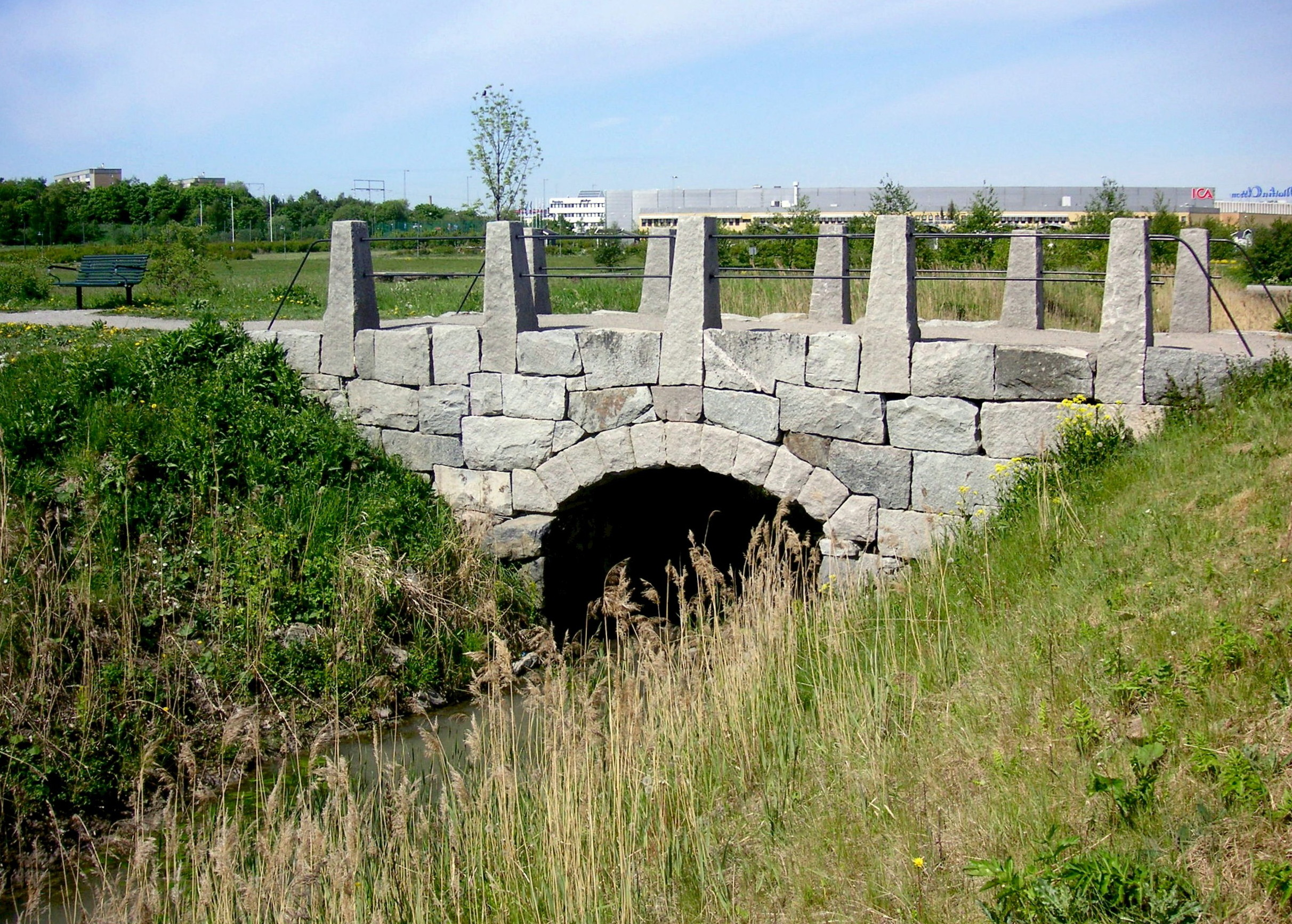
Stenvalvsbron över Valla å på Årstafältet
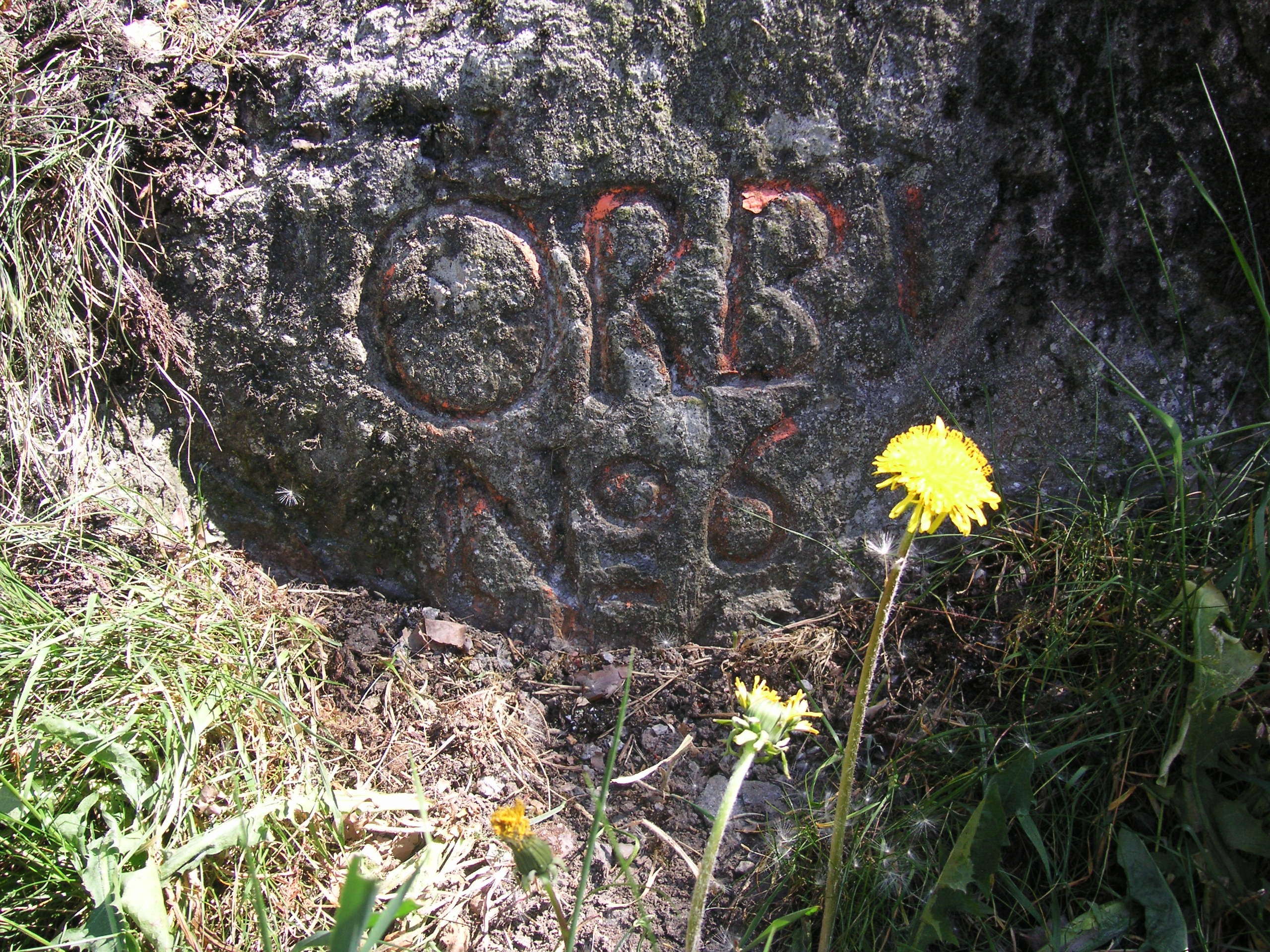
Örbyristningen
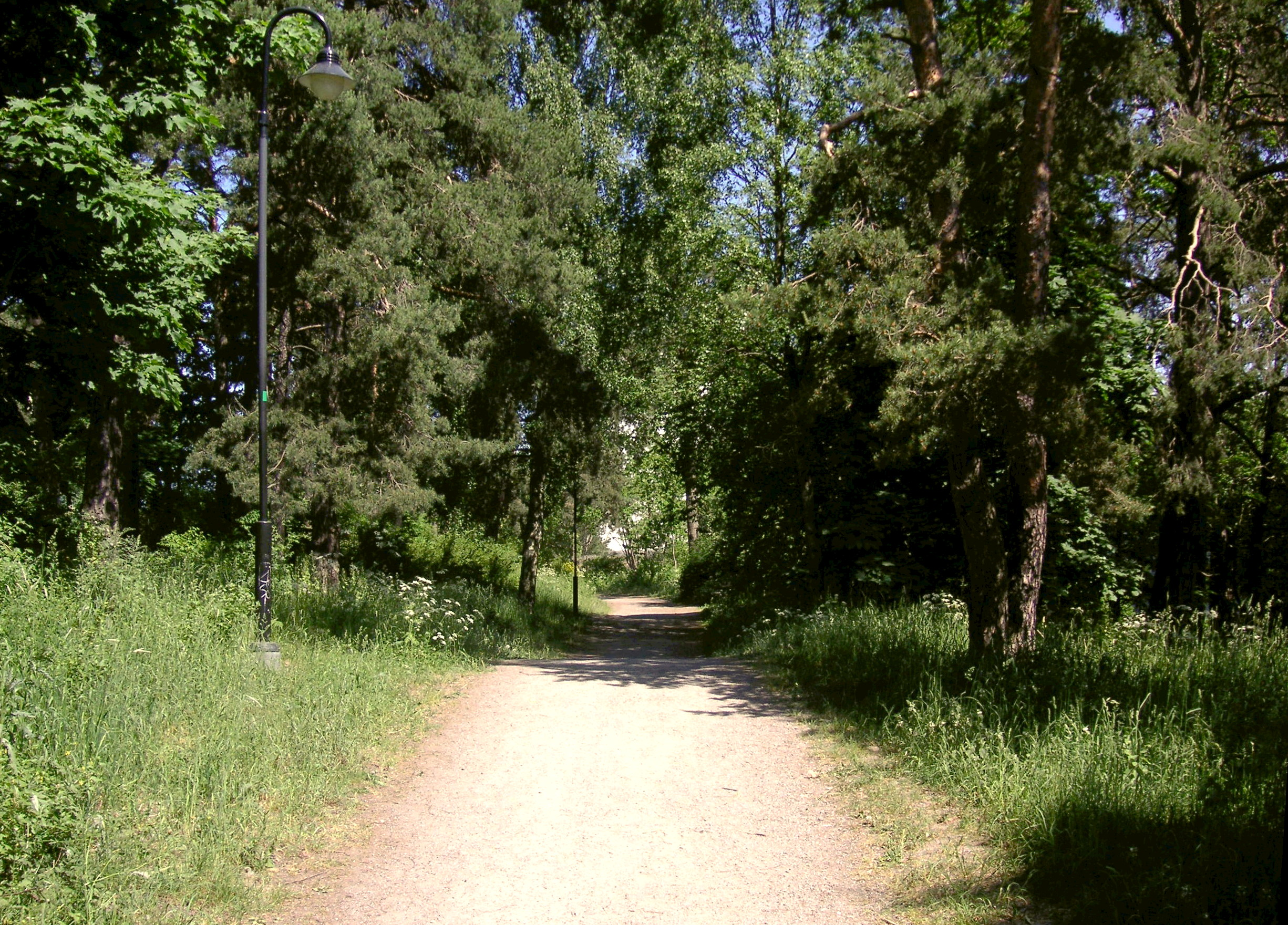
Götalandsvägen, gång- och cykelväg i Östberga

### Göta landsväg från Örby slott via Älvsjö till Flottsbro
Vägen fortsatte söderut förbi Brännkyrka kyrka och vidare via Solberga genom Älvsjö och ner till Snättringe. Strax väster om Brännkyrka kyrka låg Lerkrogen där en krogrörelse startades redan under 1600-talet (byggnaden är flyttad till Älvsjö centrum).
Den gamla vägsträckningen följer dagens gång- och cykelvägar samt gator och mindre vägar och är cirka 5 700 meter lång. Vid Långsjöns östra sida fanns en besvärlig backe, som i några serpentiner, likt en korkskruv, ledde ner till Långsjöns dalgång. Vägen Korkskruven påminner än idag om detta.
Sedan följde vägen en bit på nuvarande Gamla Stockholmsvägen förbi sjön Gömmaren, sedan genom Glömsta till Flottsbro. Här var det smalaste sundet över dagens Albysjön/Tullingesjön och här fanns en flottbro. Vattennivån var på grund av landhöjningen betydligt högre på medeltiden. Söderut fortsatte vägen via dagens Alby, Botkyrka kommun och Salems kommun till Södertälje, genom Södermanland och mot Götaland..

### Göta landsväg vid Flottsbro

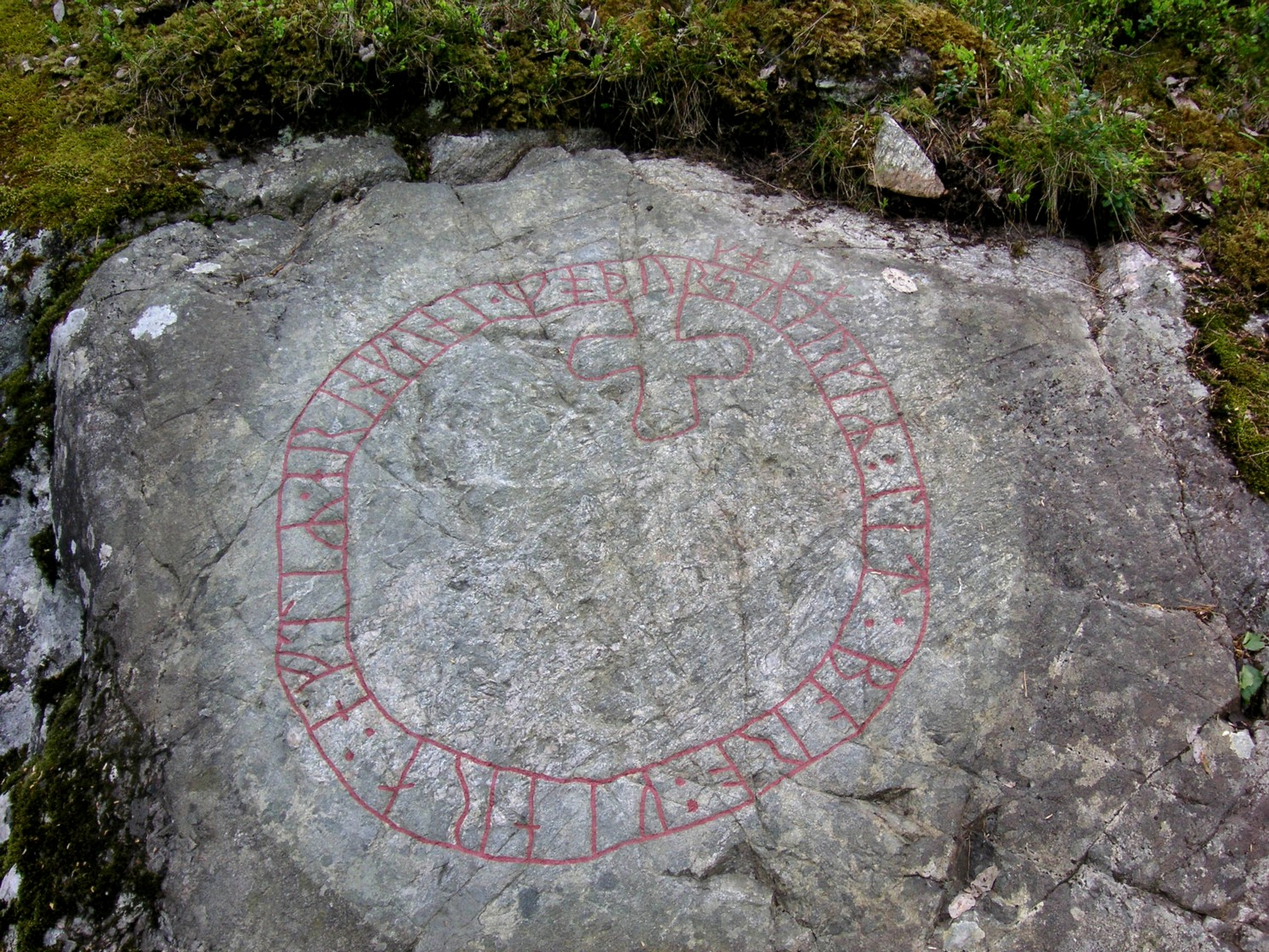
Glömstastenen

Innan Göta landsväg nådde fram till Flottsbro passerade den Glömstadalen vid dagens Glömstavägen. Vid slutet av vikingatiden fanns här redan en väg och en bro över den då vattenförande Glömstadalen. Glömstastenens runinskrift berättar att “Sverker lät göra bron efter Ärengunn, (sin) /goda/ moder".
Vägen kallas här i gamla urkunder även för Tingsvägen eftersom den ledde mot tingsplatsen vid Swarta lööth (Svartlöten) som var belägen vid nuvarande trafikplats Hallunda i Botkyrka kommun och gav namnet åt Svartlösa härad.
På båda sidor om sundet vid Flottsbro mellan Tullingesjön och Albysjön finns några hundratal meter av landsvägen bevarad. Trafiken på denna väg kan dock inte ha haft någon större omfattning räknat med dagens mått. Man har räknat ut att cirka 800 vägfarande årligen passerade över flottbron vid sundet (2007 var det ca 90 000 fordon/dygn som passerade Kungens kurva i båda riktningar enligt vägverket). År 1568 förde Erik XIV sin styrka över flottbron (nuvarande Flottsbrokanalen) söderut för att möta sina upproriska bröder, varvid Eriks ryttare lyckades slå tillbaka anfallet. Slaget stod vid Botkyrka kyrka. På midsommarafton 1634 passerade ett stort och högtidligt begravningståg förbi där. Det var Gustav II Adolfs stoft som fördes från Nyköpings slott till den sista vilan i Riddarholmskyrkan. Därför har en modern väg med samma sträckning som landsvägen fått namnet Sjättenovembervägen. På hösten 1654 reste Drottningen Kristina till Rom; hennes första etapp gick förbi denna plats innan hon tog in på Alby Krog för natten.
I mitten av 1600-talet ansåg man att vägen var för dålig och inte tillräckligt ståndsmässig för Stormaktssverige. Resande började även använda bredare vagnar som drogs av flera hästar. Sträckningen via den besvärliga flottbron ändrades och sedan 1663 gick vägen lite längre norrut via en ny bro över Fittjanäset istället. Den gamla sträckningen nyttjades även efter 1663, men i allt mindre omfattning. Nu tog Fittja gård över de uppgifter som tidigare ägde rum på krogen i Alby. Bland annat byggdes ett värdshus intill gården, en skjutsstation och ett tingshus. 1667 blev Fittja gård även ett posthemman med sex postiljoner och tolv hästar med eget stall. Den gamla Grundels krog i Alby tvingades slå igen för att den inte fick några besökare längre.
Bilder

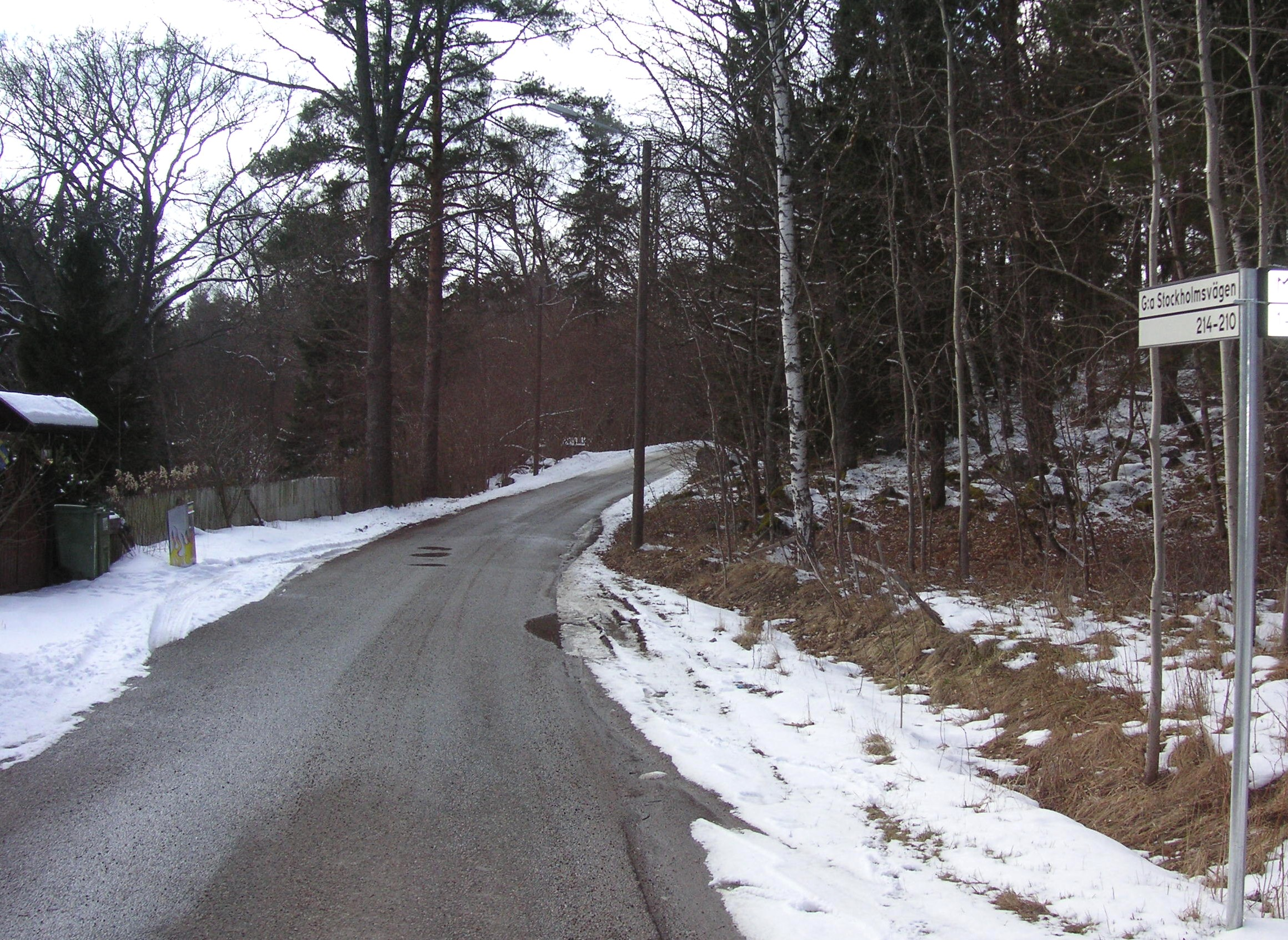
Gamla Stockholmsvägen
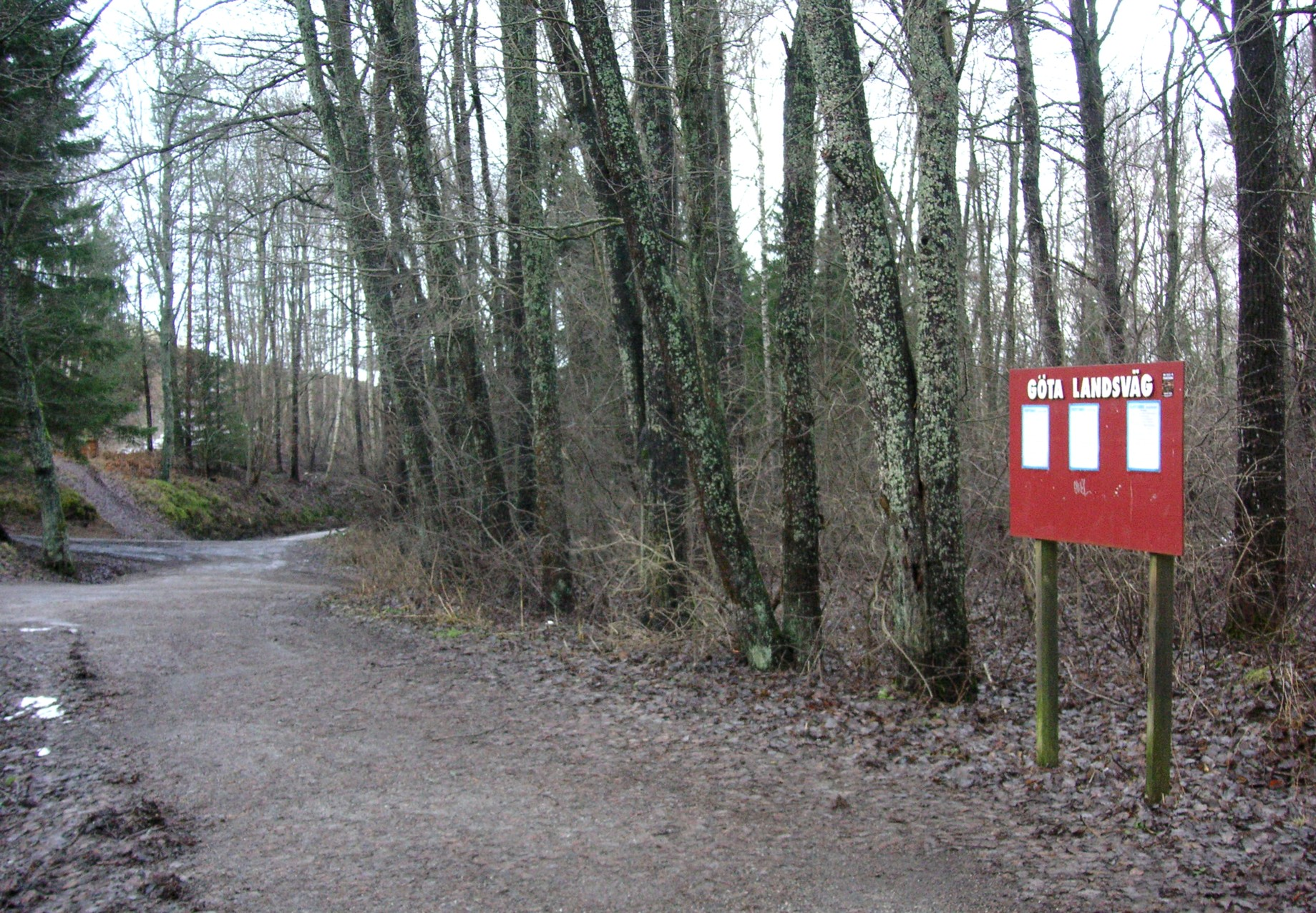
Göta landsväg vid Flottsbro
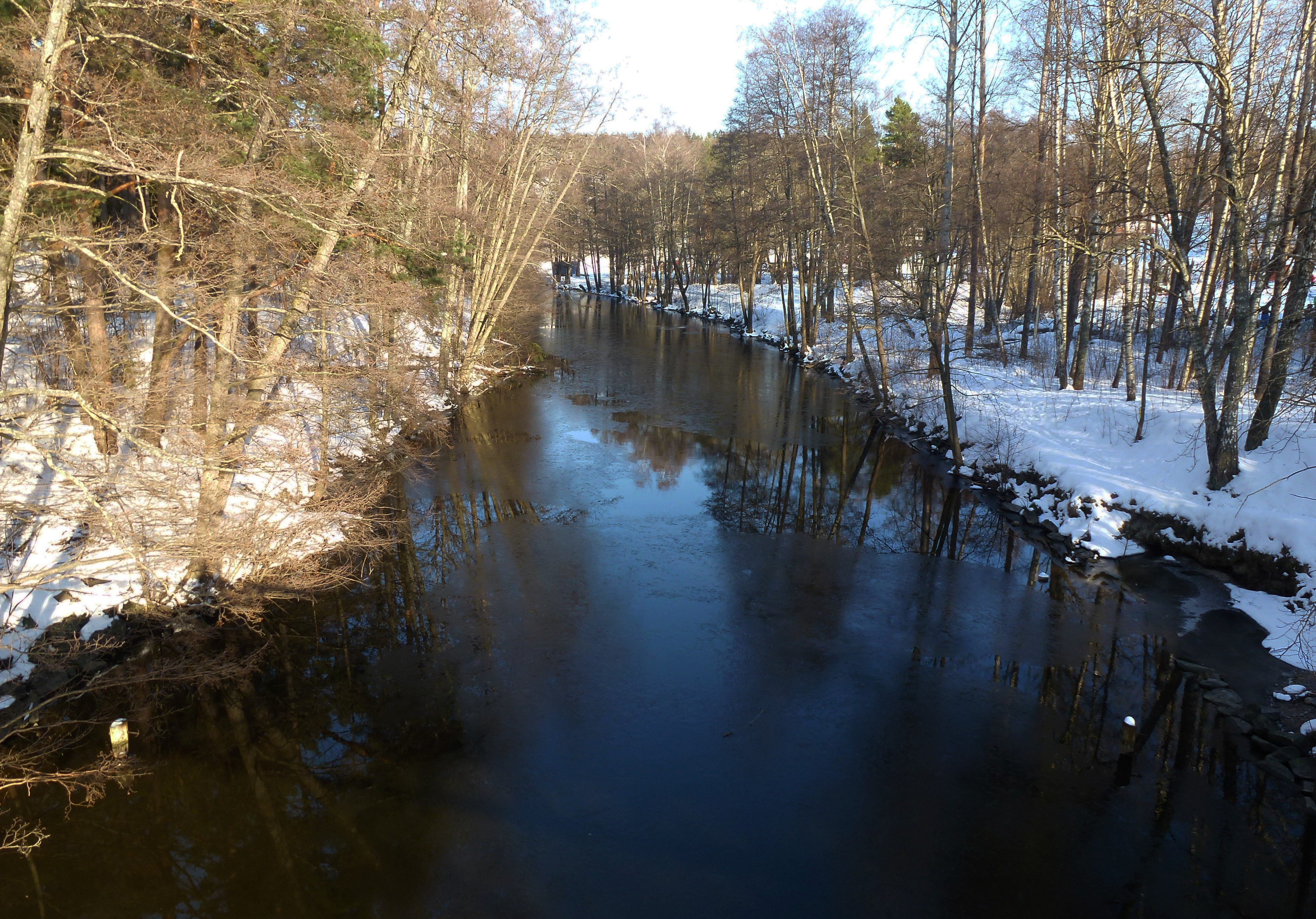
Flottsbrokanalen
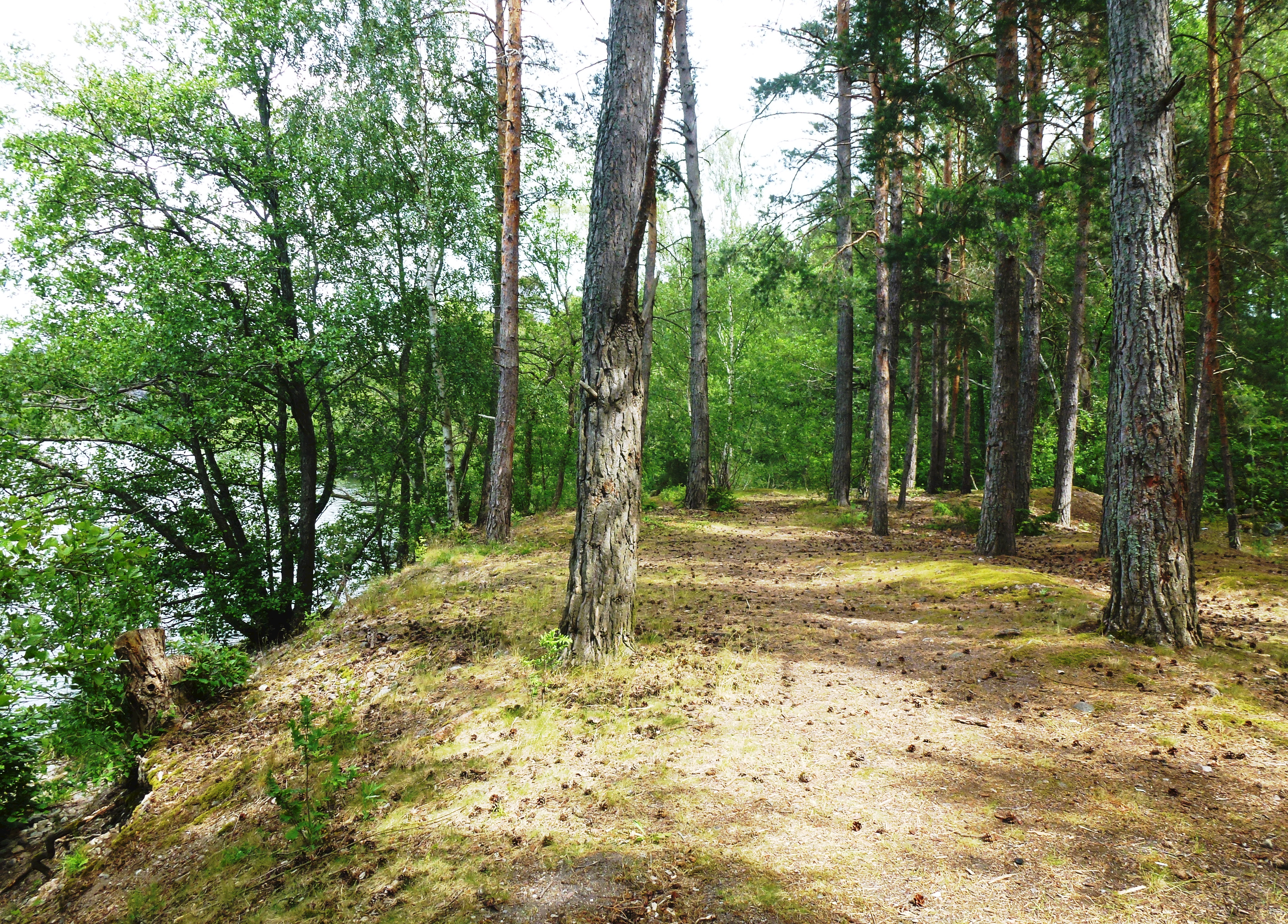
Göta landsväg väster om Flottsbro
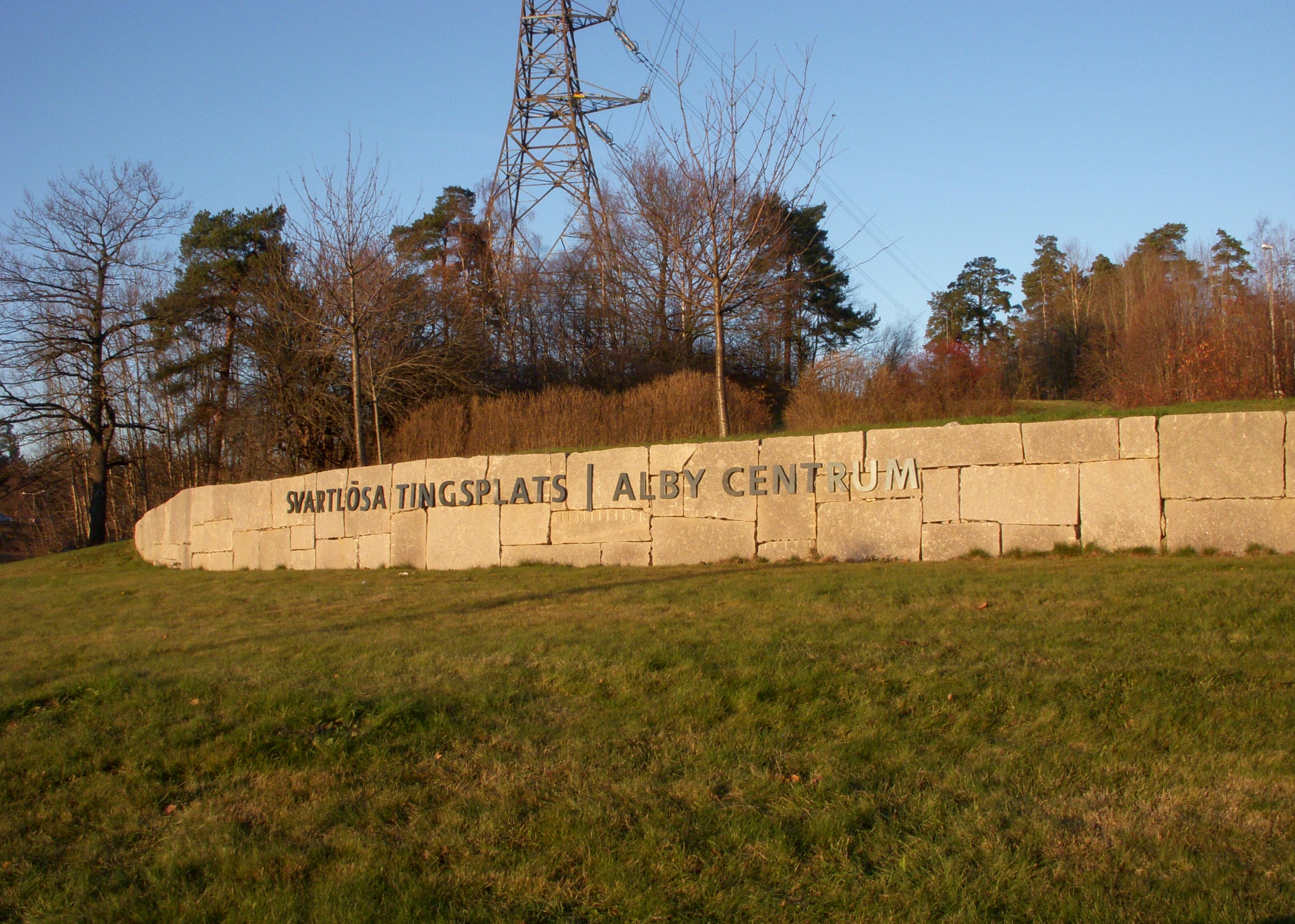
Svartlösa tingsplats i Alby

### Göta landsväg genom Botkyrka kommun
Efter Flottsbro och Albysjön förde vägen rakt västerut genom nuvarande bostadsområdet Alby i Botkyrka kommun. Parallellt med Hågelbyleden finns cirka 550 meter lång sträcka av Göta landsvägs ursprungliga förlopp, från tiden innan bron vid Fittja tillkom. Vägen är här mellan 4,5 och 6,0 meter bred och har en 0,3 till 1,3 meter hög vägbank, den passerar Albykistan och några uråldriga ekar, varav två är markerade som naturminnen. Den ena eken har en stamomkrets på 575 centimeter och den andra 795 centimeter som är därmed Stockholms läns sjätte största naturminnesträd.
På västra sidan om Hågelbyleden och i norra delen av Eriksbergs industriområde finns förebilden till stenvalvsbron på Årstafältet; innan 1890-talet var det en enklare träbro. Lite längre norrut passerade Göta landsväg rakt över Kumla gårds tomt. Kumla gård revs i slutet av 1960-talet. På platsen finns numera en byggmarknad och motorvägen E4/E20.
Norr om Kumla gård svängde Göta landsväg mot väst och följde dagens Sankt Botvids väg. I höjd med Botkyrka kyrka hade resenären kommit ungefär halvvägs mellan Stockholm och Södertälje, och det var oftast även den första dagsetappen på resan. Att resa på medeltiden gick inte särskilt fort. Vädrets makter och vägens kvalitet avgjorde hur långt man kom och att sitta tre till fyra timmar i en skakig droska kunde räcka.
Bilder

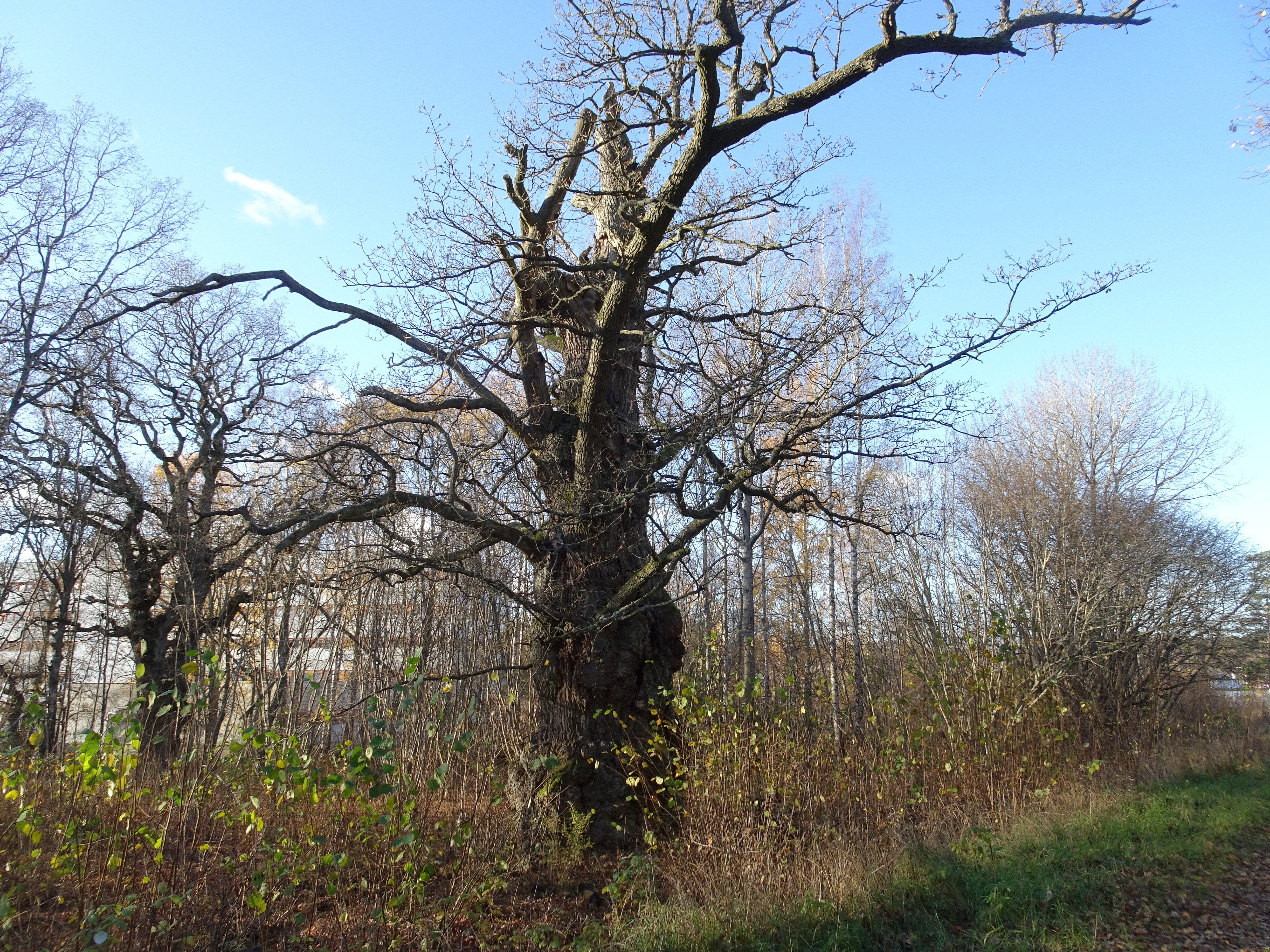
Vid Eriksbergs industriområde med Stockholms läns sjätte största ek.
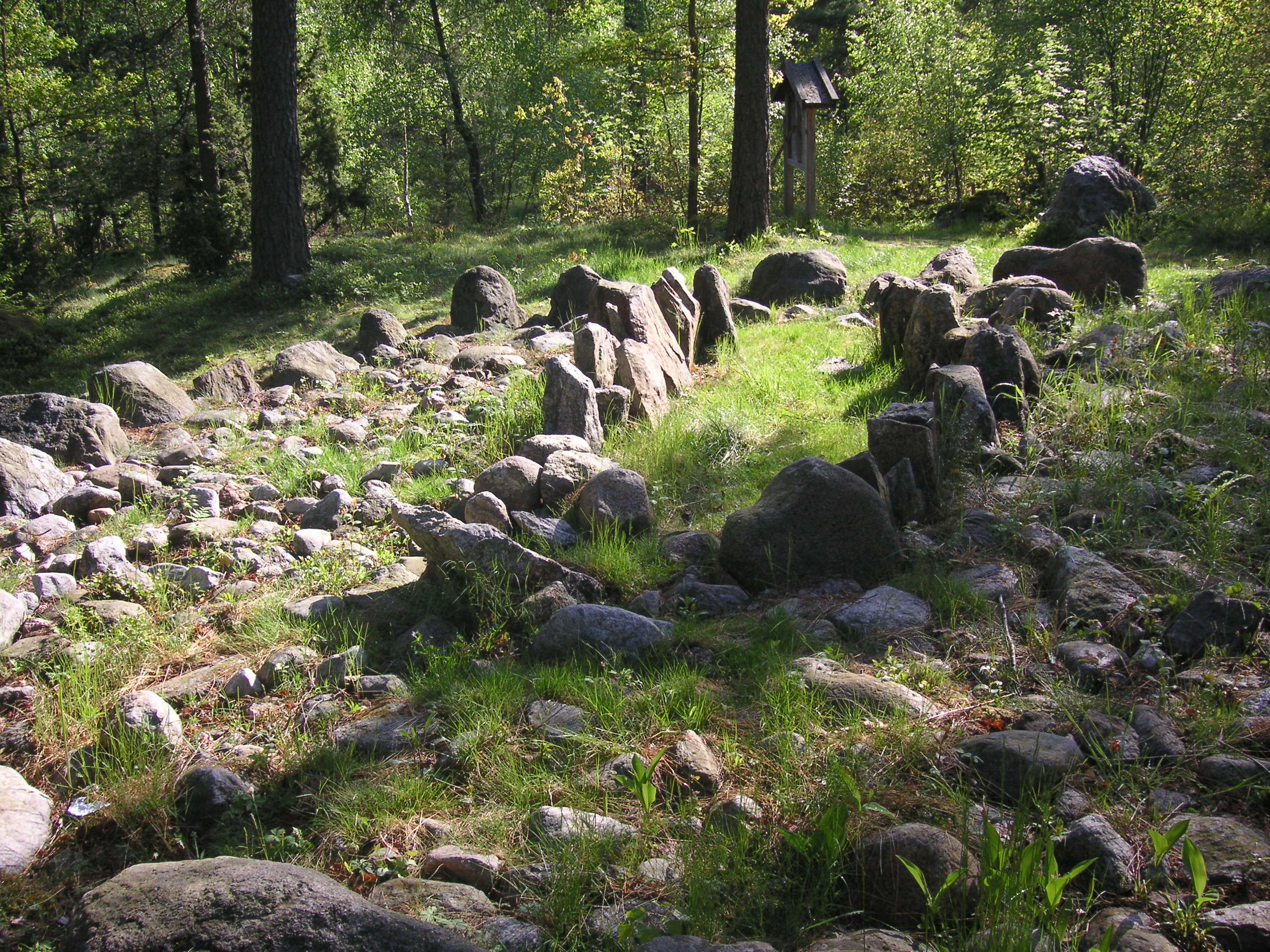
Albykistan
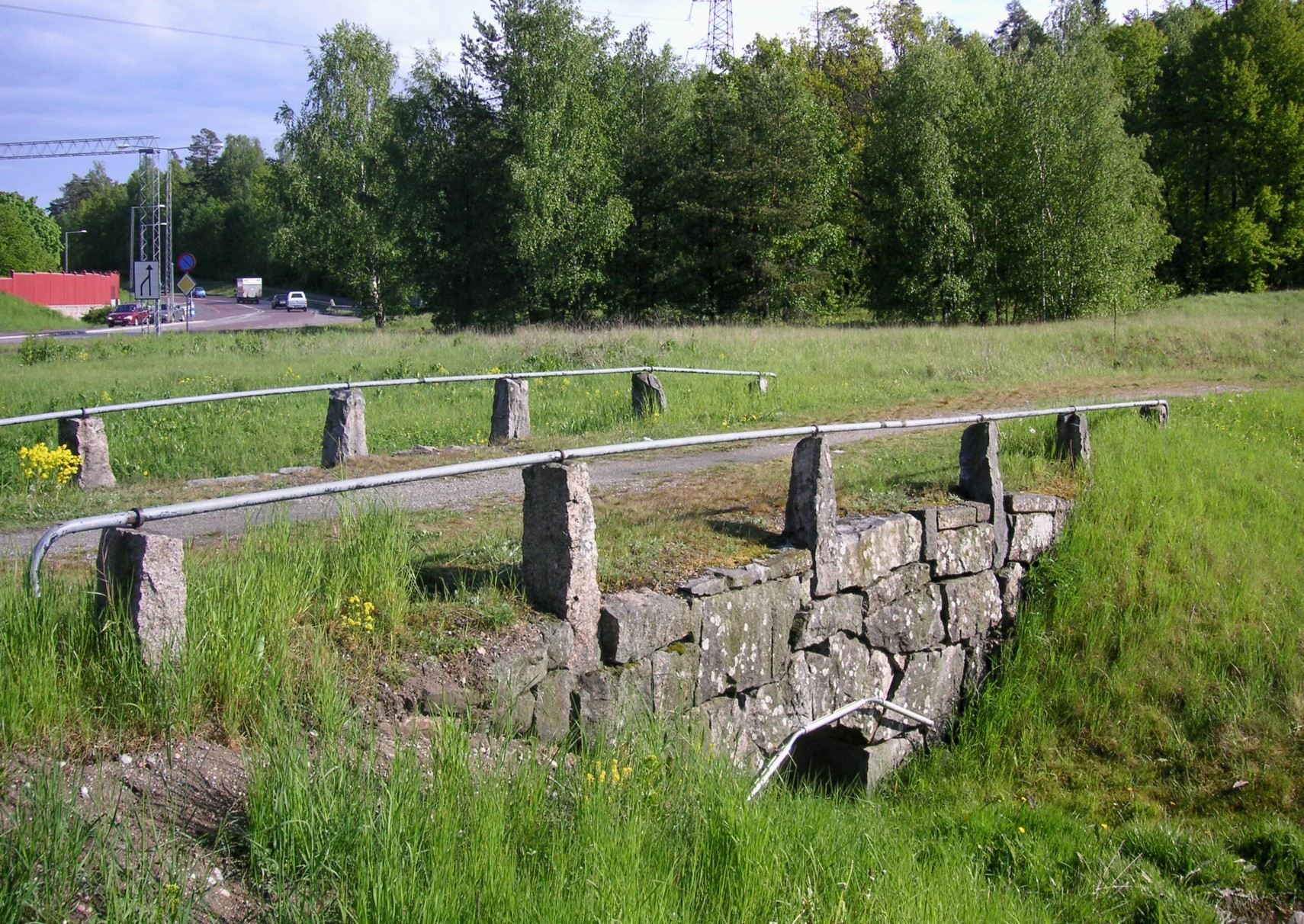
Stenvalvsbron vid Alby
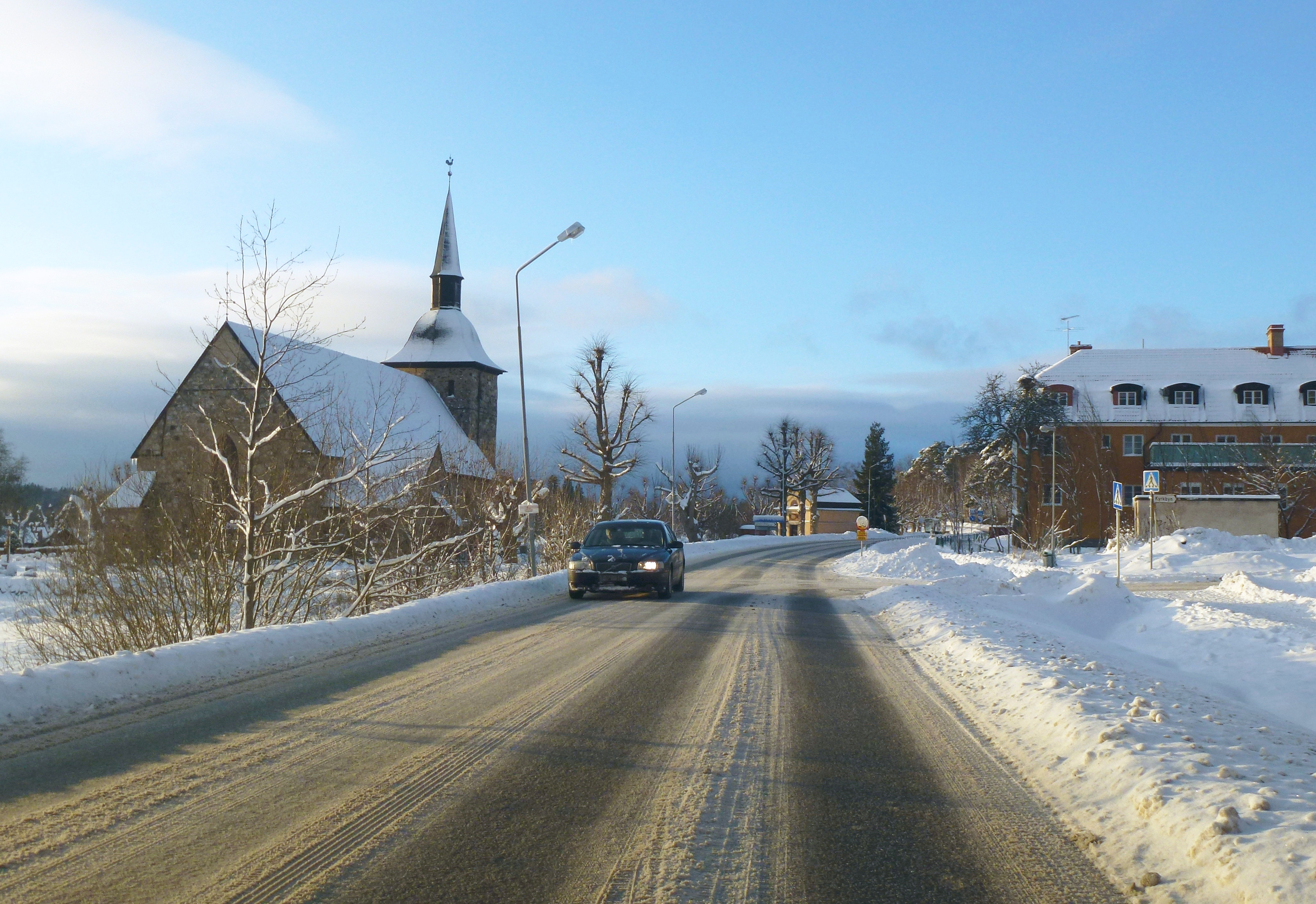
Sankt Botvids väg vid Botkyrka kyrka
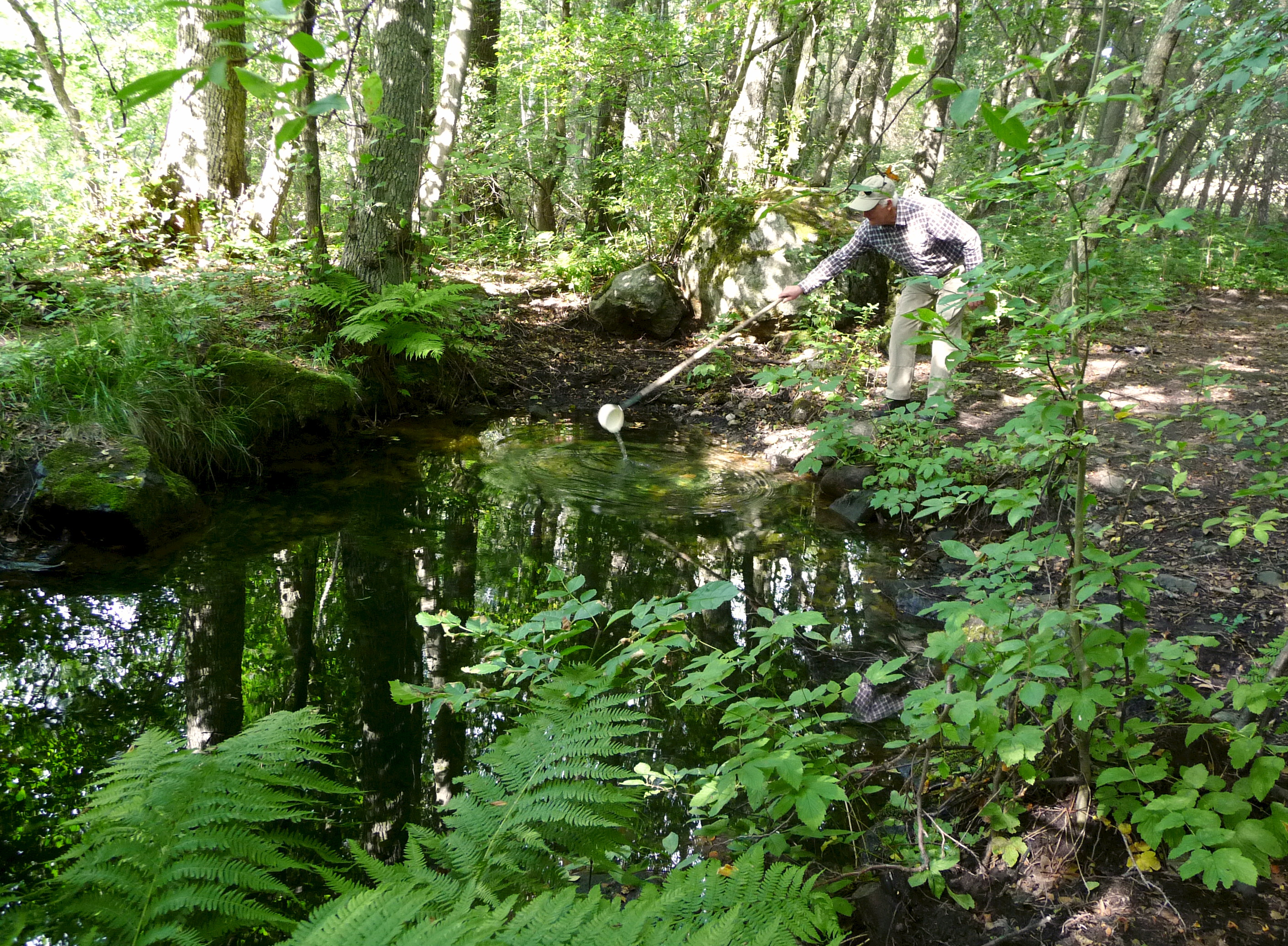
Sankt Botvids källa

### Göta landsväg genom Salems kommun

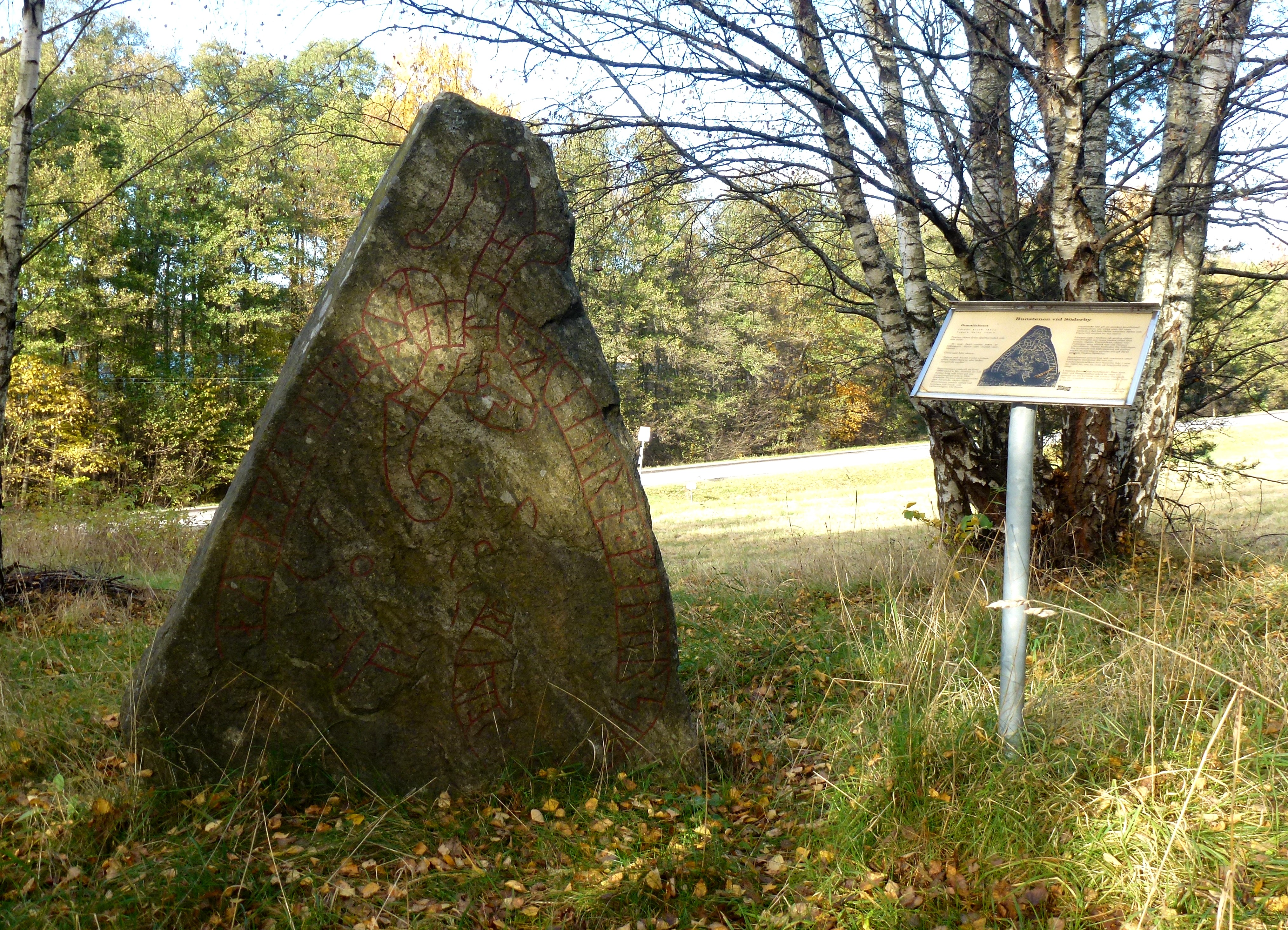
Söderbystenen

Norr om E4:an är bara den nutida vägsträckningen kvar, den leder förbi sjön Aspen samt öster och söder om Bornsjön. Fram till 1950-talet var detta även gamla Riksettans sträckning, sedan tog motorvägen E4 över trafiken och tingsplatsen Swarta lööth försvann under Hallunda trafikplats.
Vid Bornsjön ligger Salems kyrka från 1100-talet och Bergaholm samt Söderby fornminnesområde med talrika fornlämningar. Vid Bornsjöns sydöstra vik, inte långt från Salems kyrka, finns Söderbystenen och  Oxelbystenen kvar på sina ursprungliga platser och påminner om att det fanns här en viktig forntida vägförbindelse som på den tiden mera liknade en ridstig eller hålväg.
Inte långt från Söderbystenen, på andra sidan landsvägen, finns Botvids källa, en artesisk brunn, där vattnet strömmar upp under eget tryck. Källan har gett upphov till Botvidslegenden. Det var på detta vägavsnitt man bar Sankt Botvid i en procession år 1129 till sin sista vila i Botkyrka kyrka.
Knappt fem kilometer längre västerut, vid Bergaholms gravfält, finns ytterligare en liten bit av Göta landsväg kvar. Det är en kort återvändsgata som används för parkering men som bra illustrerar hur vägen såg ut på 1920-talet innan den rätades ut.
Vidare gick sträckningen i en sväng mot sydväst, norr om sjön Tullan och sedan mot Södertälje. Vid sjön Tullan är en liten bit av landsvägen bevarad, ett cirka 200 meter långt vägfragment utan början och slut som håller på att återtas av naturen. Där finns en milstolpe av samma typ som vid Gamla Södertäljevägen i Segeltorp. Texten lyder: "3 MIL IFRÅN STOCKHOLM". Stolpen är uppsatt kring 1750 under landshövding Theodor Ankarcrona (1687–1750). Efter tre till fyra kilometer i västlig riktning har vägen nått Tälje, som sedan 1622 heter Södertälje.
Bilder

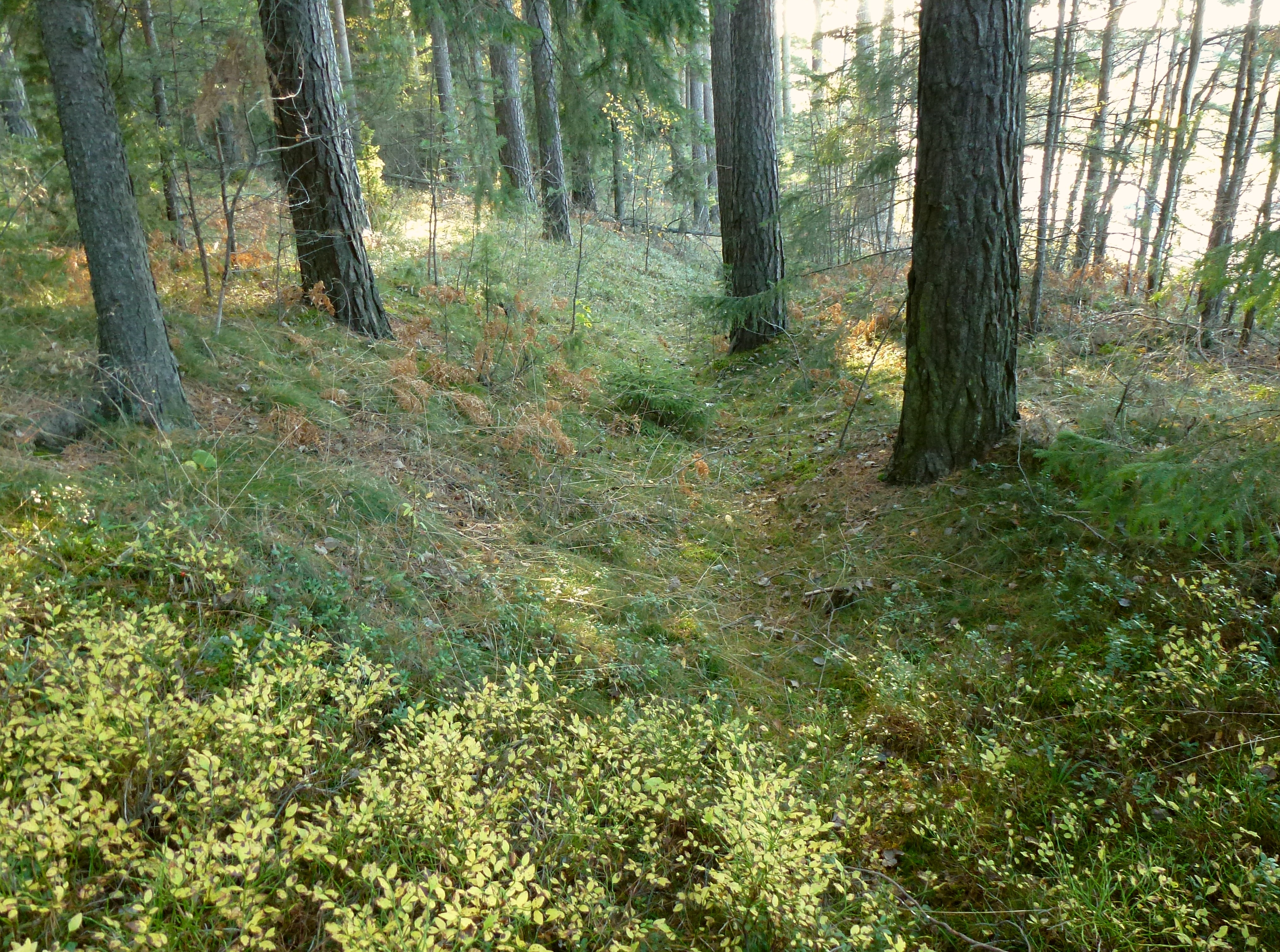
Hålväg vid Söderby fornminnesområde
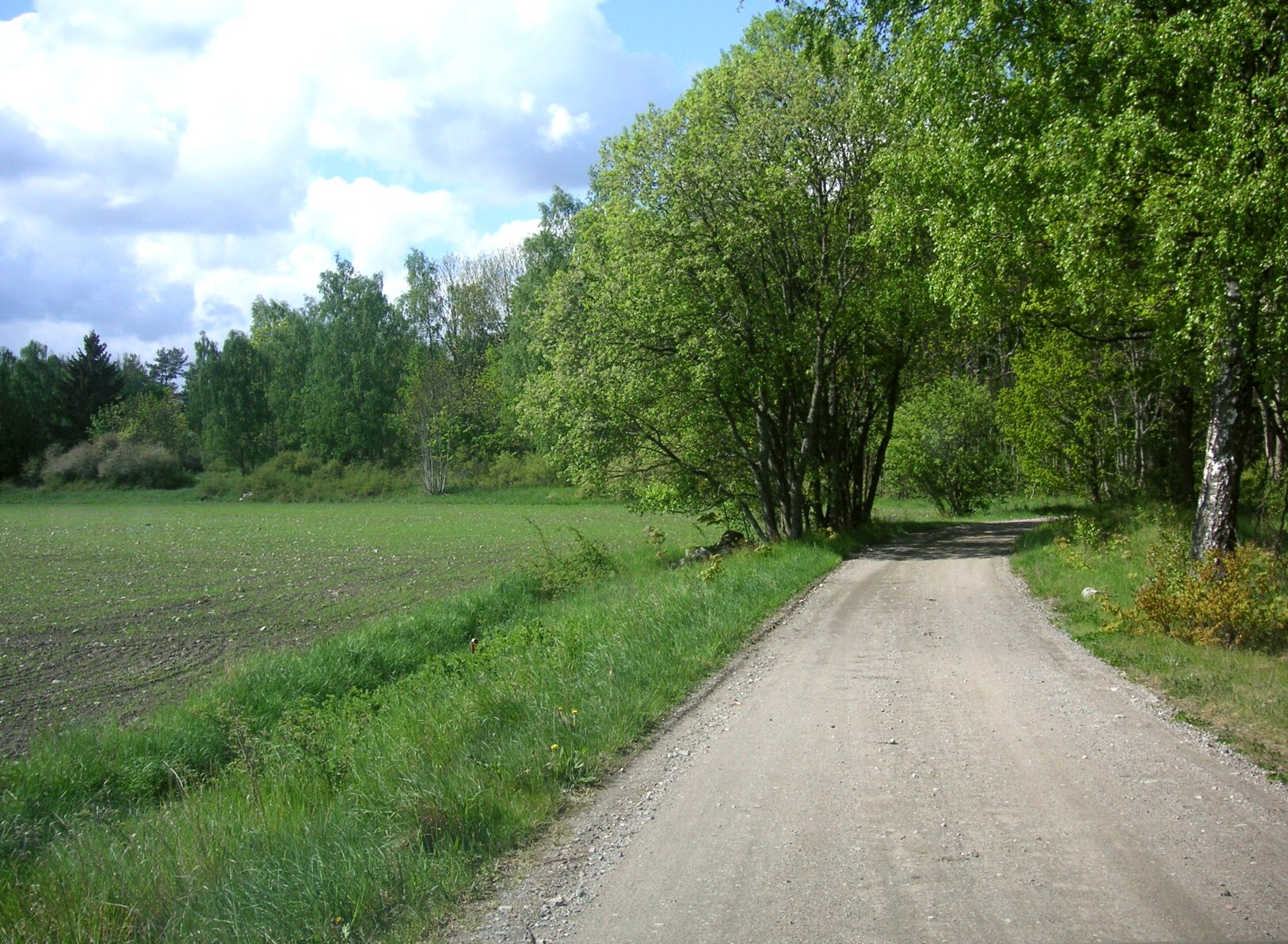
Landsvägen mot Södertälje vid Bergaholms gravfält
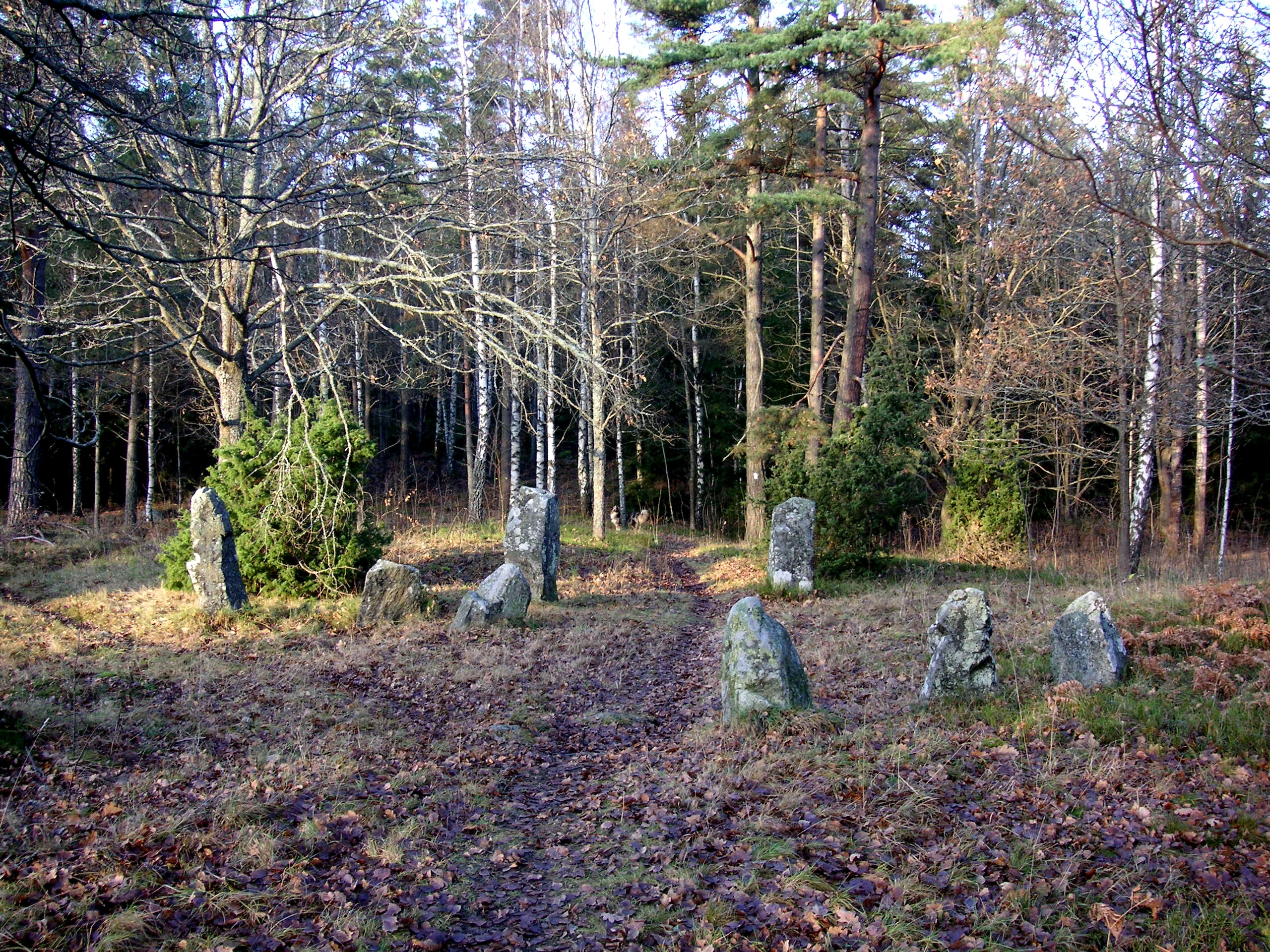
Stensättning vid Bergaholm (RAÄ-nummer Salem 236:1)
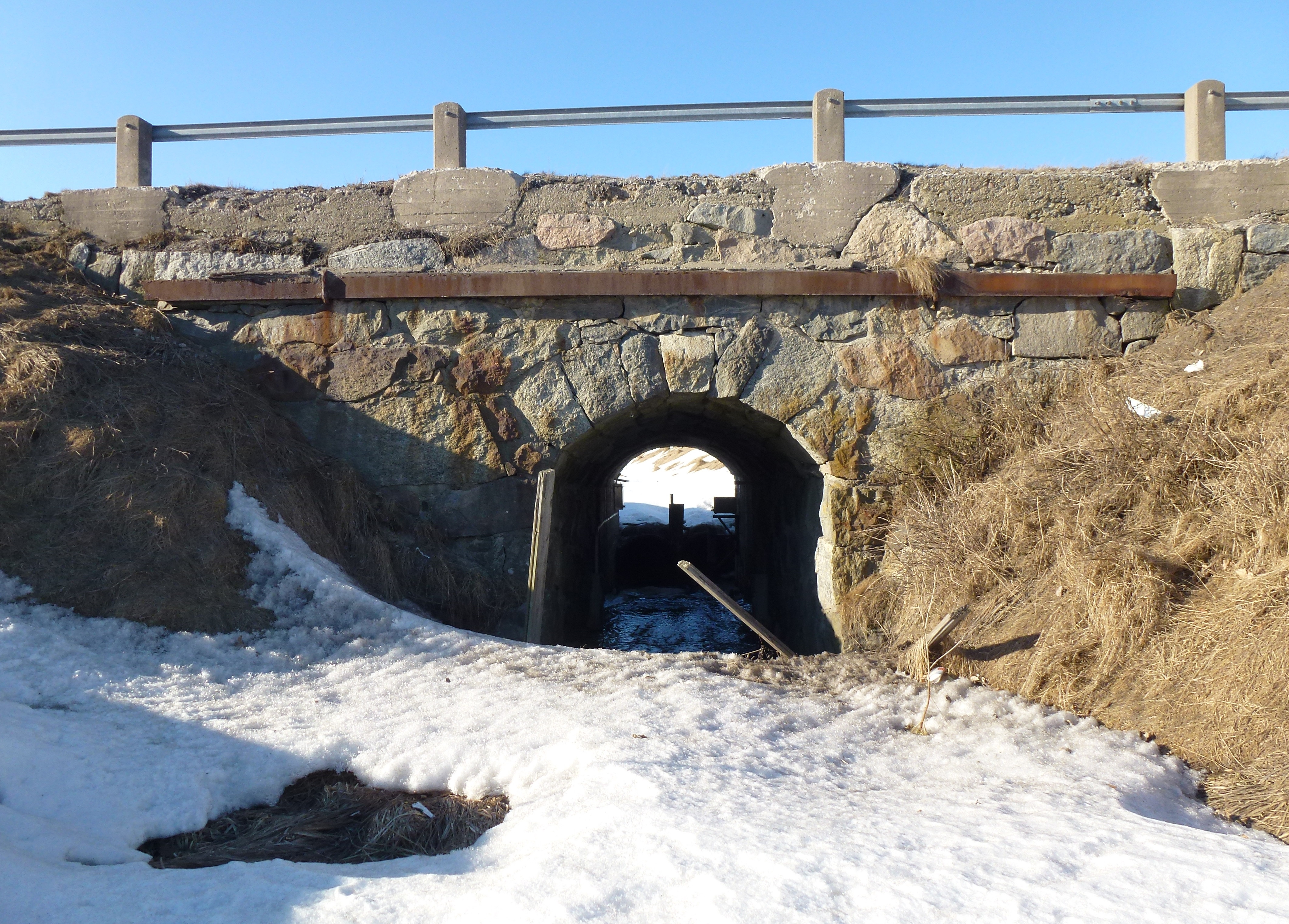
Överbyggd stenvalvsbro på Bergaholmsvägen
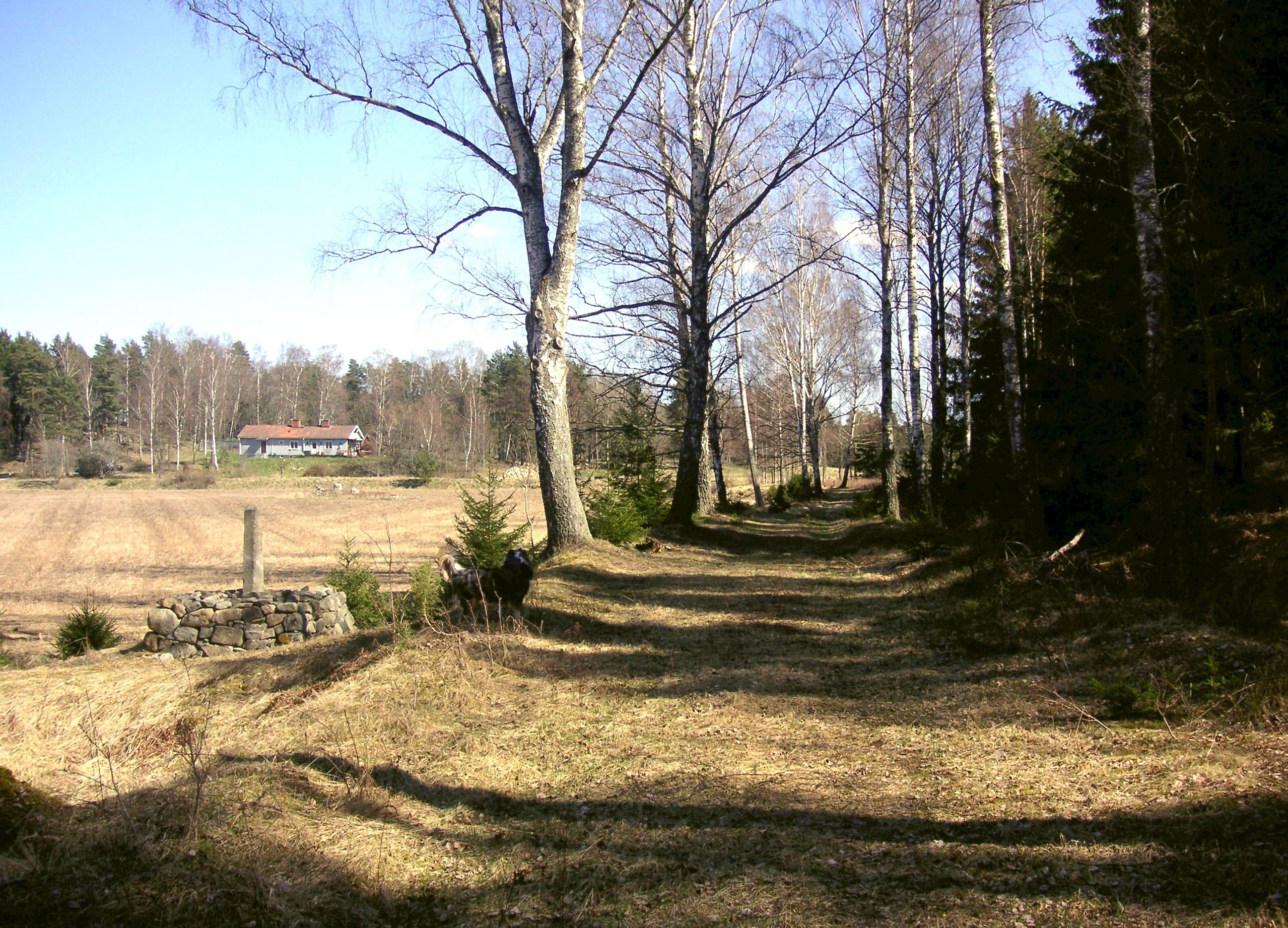
Göta landsväg, senare Södertäljevägen norr om sjön Tullan

### Göta landsväg genom Södertälje

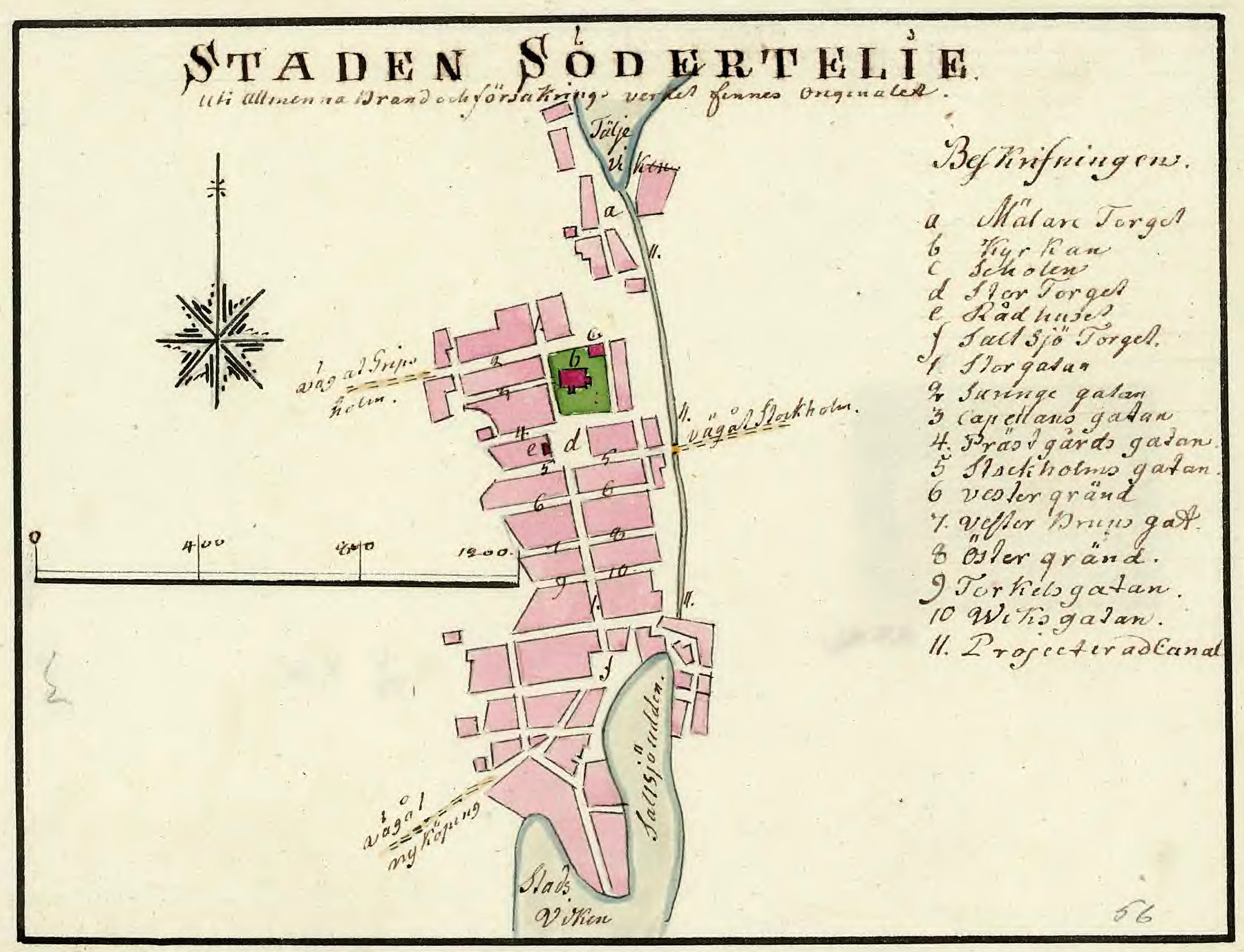
Fredrik Adolf Wiblingens karta från 1780.

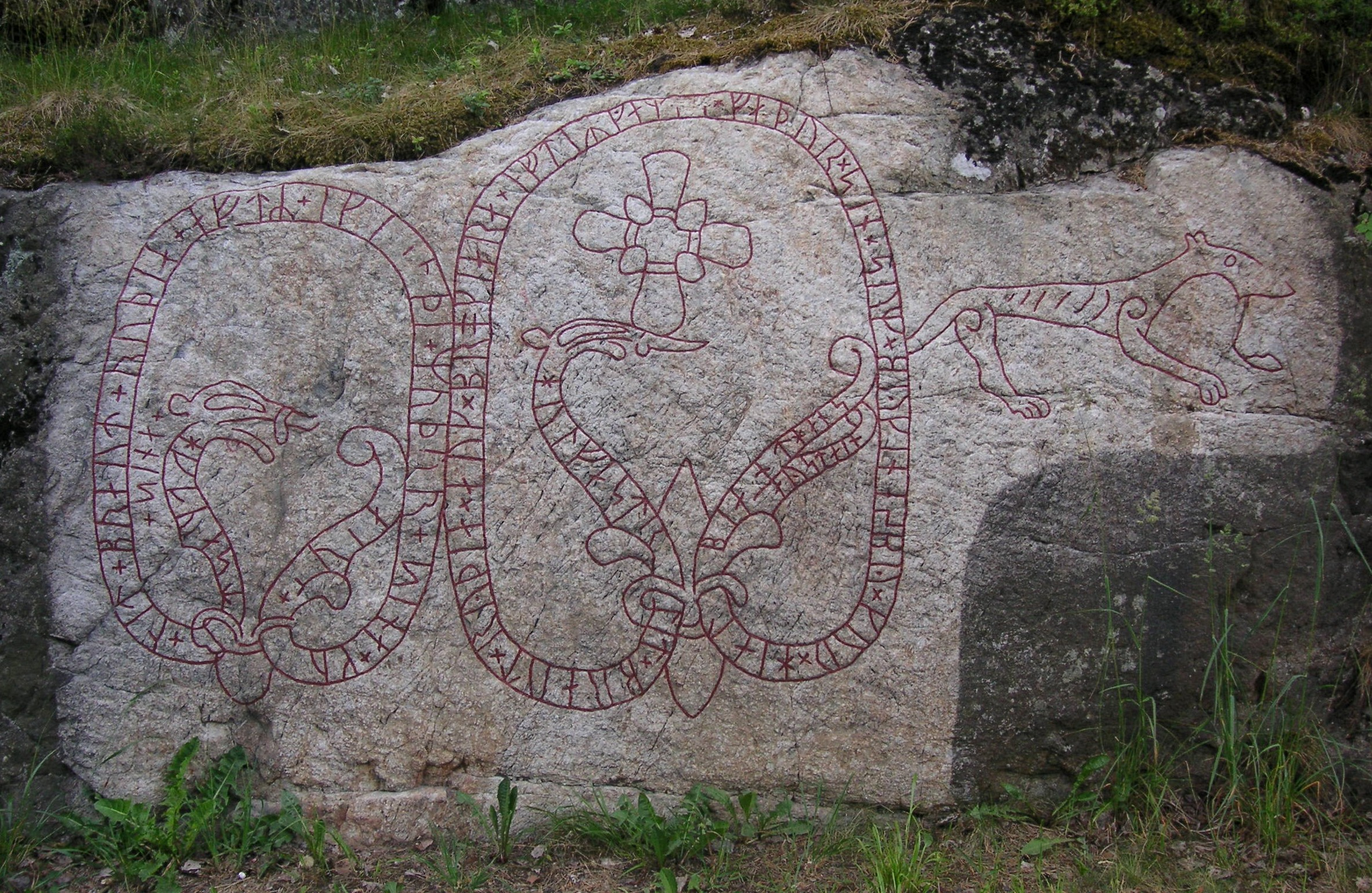
Holmfastristningen

Söder om nuvarande Stockholmsvägen förde vägen över dagens Södertälje kanal. Fram till 1800-talets början fanns här ingen kanal utan bara ett smalt vattendrag. Ungefär ett kvarter söder om Sankta Ragnhilds kyrka kom vägen in i staden österifrån för att sluta på Stor Torget. På Fredrik Adolf Wiblingens karta från 1780 är vägen markerad med väg åt Stockholm. Mot väster lämnade sedan två färdvägar Södertälje: en nordlig väg åt Gripsholm och en sydlig väg åt ny Köping.
Dagens bebyggelse har inte lämnat kvar några spår av själva Göta landsväg, men vid Holmfastvägen, som motsvarar den norra utfarten mot Gripsholm,  finns Holmfastristningen, en runhäll från 1080-talet. Den har en stor och vacker runristning i två delar.
Den ena runtexten berättar: "Holmfast lät röja väg och göra bro efter Gamal sin fader, som bodde i Näsby. Gud hjälpe hans öde. Östen (ristade)."
Vägen som Holmfast lät röja ledde från Tälje till Näsby som låg vid sjön Måsnaren ca 3 km väster om ristningen. Där marken var sank fick vägen förstärkas med en broanläggning i form av stenfyllningar eller träkonstruktioner. Dagens Holmfastvägen följer fortfarande den gamla färdvägen och enligt Riksantikvarieämbetet kan Holmfasts broar mycket väl finnas kvar under dagens vägbana.
Runstenar var statussymboler och skulle ses av många förbipasserande, det är därför troligt att Holmfasts väg var en del i ett större vägsystem. Mycket tyder på att föregångaren till Göta landsväg gick förbi här.
På Georg Biurmans Vägvisare uti Svea- och Göta Riken samt Stor-Förstendömet Finland från 1742 framgår att färdvägen delade sig väster om Södertälje dels i en sydlig gren mot Trosa och Nyköping dels en västlig gren mot Mariefred och Strängnäs.

## Historiskt underhåll
En landsväg måste underhållas för att inte förfalla. Detta fick Karl IX och hans hustru Kristina erfara, när de 1604 färdades på Göta landsväg mot Södertälje. Vägen var i så dåligt skick att deras vagn fastnade flera gånger och hotade att välta. I ett brev befallde då kungen att vägen måste underhållas av dem som bor närmast vägen. Avsnitten för underhållet markerades med så kallade "väghållningsstenar".

## Eriksgatan
"Eriksgatan" kallades den traditionella rundfärd genom mellansvenska landskap som kungen var tvungen att göra under medeltiden efter att ha blivit vald vid Mora stenar i Uppland. Från början gick Eriksgatan via Strängnäs och så småningom via Stockholm varvid kungarna färdades genom Skanstull och slog in på Göta landsväg. Den sista "Eriksgatan" reds av Karl IX år 1609.

## Arkeologiska undersökningar
Åren 1975, 1979 och 1982 gjordes profiluppmätningar av vägen i samband med vattenledningsarbeten på Årstafältet. Därvid framkom följande uppbyggnad av vägbanken räknat uppifrån.
1. Tunt sandskikt påförd i modern tid.
2. 0,15 m lager grus med krossten.
3. 0,10–0,20 m lager fin sand med rikligt grus, förmodligen från 1800-talet.
4. 0,20–0,60 m lager grå lera med inslag av grus med avtryck efter hjulspår med axelbredd 1,8 m.
5. Brun, steril lera.

Ett fåtal fynd gjordes vid undersökningen, bland annat påträffade man en hästsko i lager nr 4, vilken kunde dateras till medeltiden.
År 2005 gjordes ytterligare en arkeologisk undersökning av Stockholms läns museum i området väster om Alby, som gällde en hällkista från stenåldern, Albykistan. Vid det tillfället undersökte man även Göta landsväg som passerar Albykistan. Det visade sig att vägbanken ursprungligen haft en väl markerad slänt och att den hade fyllts upp och justerats med grus och skärvig sten. Totalt kunde fyra stora byggfaser konstateras inklusive den ursprungliga vägbanken, dessutom kunde flera reparations- och underhållsarbeten beläggas. Den ursprungliga vägbanken var 4,5 meter bred.
Fortfarande hittas korta fragment av Göta landsväg i Stockholmstrakten. År 2002 upptäcktes en del av landsvägen norr om Årstafältet. I samband med schaktning för Tvärbanans förlängning till Hammarby Sjöstad dokumenterades en 47 meter lång del av vägen. Göta landsväg var på den undersökta sträckan anlagd på Stockholmsåsen och låg ca 1,3 m under dagens asfaltnivå. Vägen var bitvis belagd med sten och lera.
På våren 2003 påträffades en sträcka på ytterligare 230 meter av vägen, även den norr om Årstafältet, belägen ca 400 meter sydost om Årsta centrum. I den brantaste delen kantades vägen av en stenskoning. Brännkyrka hembygdsförening har röjt upp området.

## Referenser

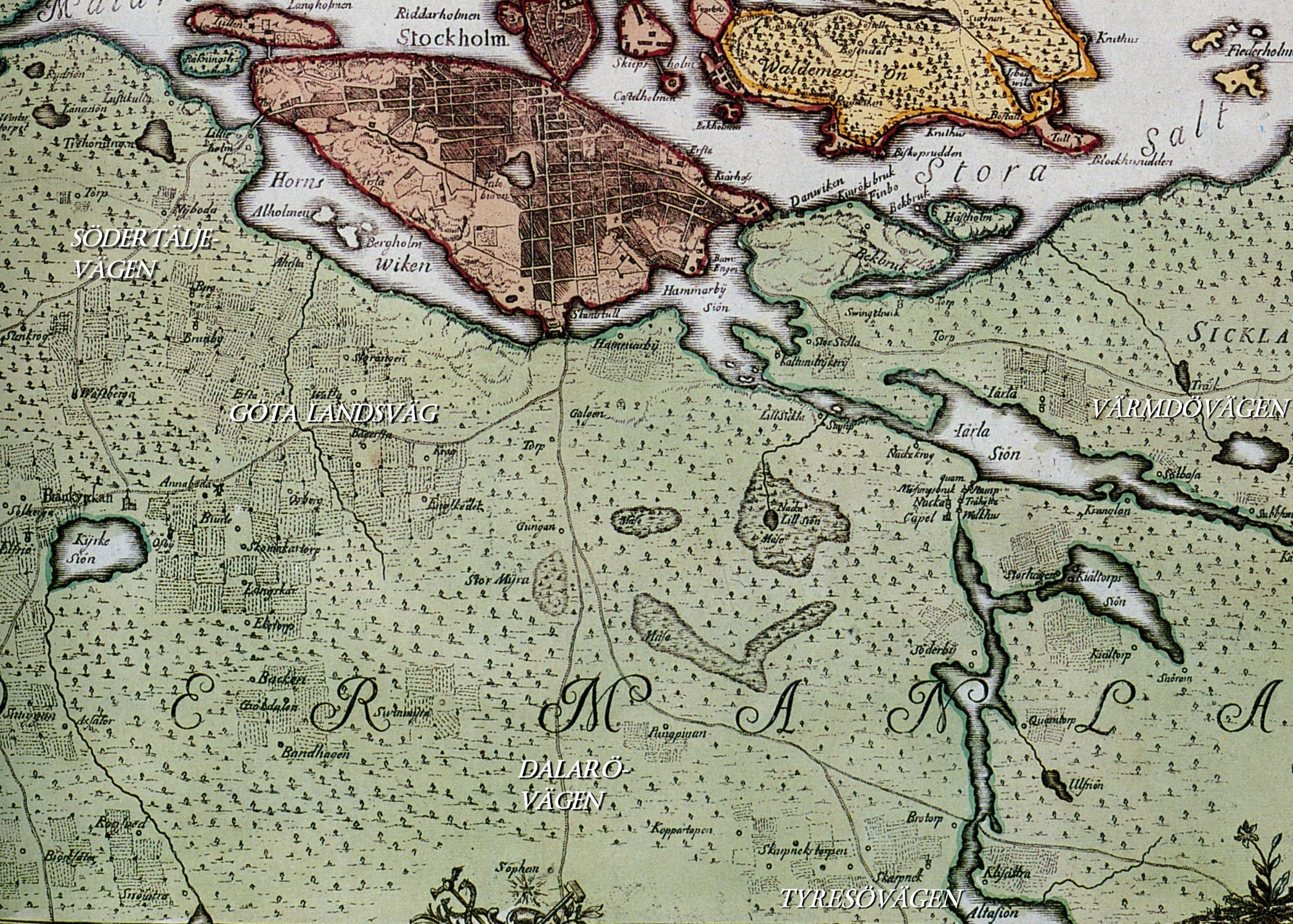
Stockholms huvudfärdvägar söderut på Georg Biurmans karta från 1750-talet. Från öst till väst: Värmdövägen, Tyresövägen, Dalarövägen, Göta landsväg och Södertäljevägen.

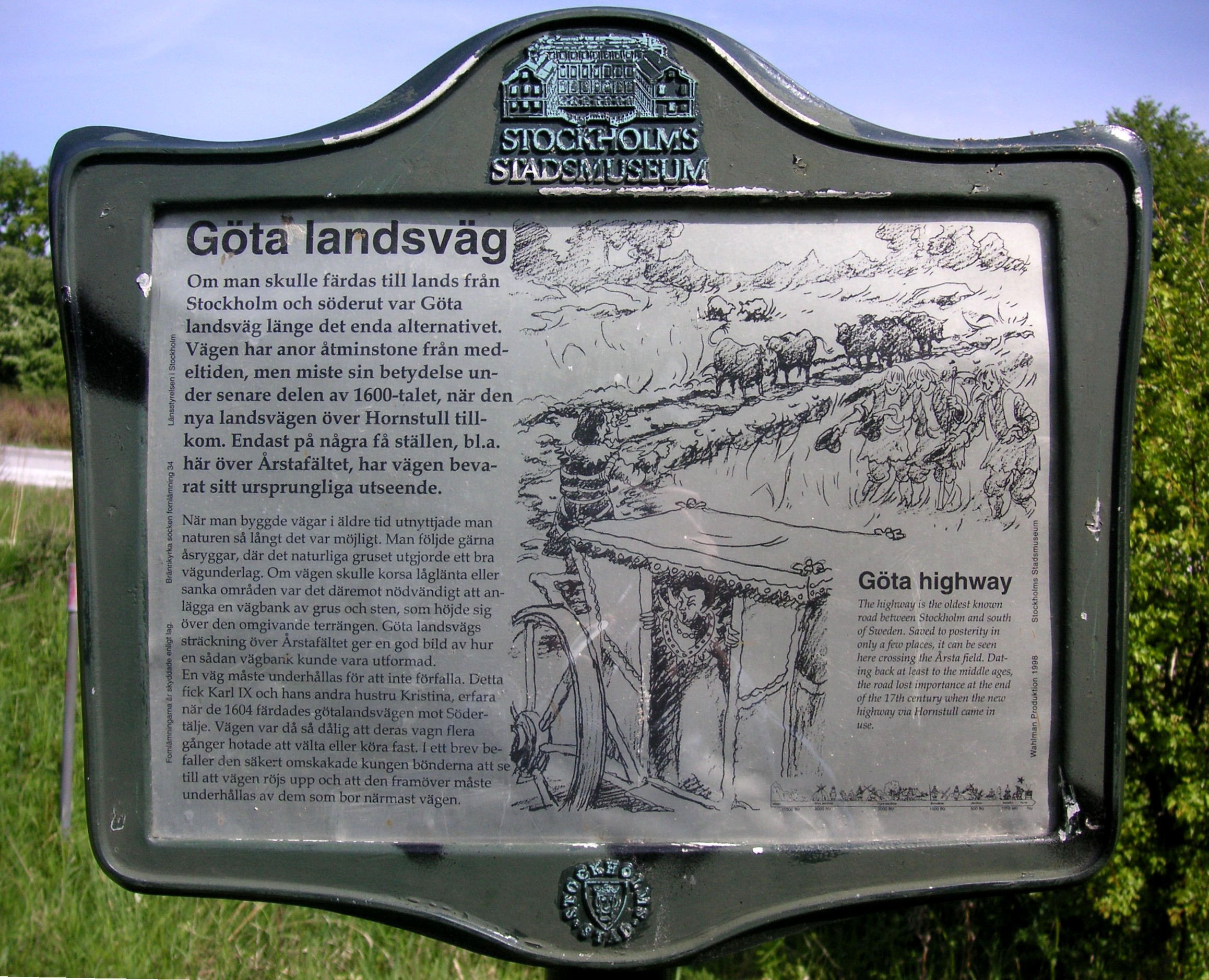
Informationstavla på Årstafältet.

## Andra historiska färdvägar till och från Stockholm
- Dalarövägen
- Enköpingsvägen
- Södertäljevägen

### Fotnoter
1. 1 2  Infotavla vid stenvalvsbron i Alby (RAÄ, Botkyrka kommun)
2. ↑  ”Brännkyrka hembygdsförening: Göta Landsväg.”. Arkiverad från originalet den 5 november 2013. https://web.archive.org/web/20131105170629/http://www.hembygd.se/brannkyrka/var-bygd/gota-landsvag/. Läst 5 november 2013.
3. ↑  RAÄ-nummer Brännkyrka 34:1
4. 1 2 3 4 5  Allt om Stockholm, s. 260 & 270–271
5. ↑  Stahre (1986), sida 204
6. ↑  Stahre (1986), sida 228
7. ↑  Stockholms kartor, s. 40 & s. 46
8. ↑  En vandring på Göta landsväg (2010), s. 12-13
9. ↑  Uppgift enligt informationstavla i Grynkvarnsparken
10. 1 2  RAÄ-nummer Stockholm 227.
11. ↑  En vandring på Göta landsväg (2010), s. 14-15
12. 1 2 3 4  Arkeologisk rapport 1998:5, ss 1–6
13. ↑  RAÄ-nummer Brännkyrka 239:1.
14. ↑  Brännkyrka Hembygdsförening (1997): Örby kvarn Arkiverad 9 september 2013 hämtat från the Wayback Machine.
15. ↑  Årstafältet, program för detaljplan, februari 2010.
16. ↑  ”Hembygdsgården Lerkrogen.”. Arkiverad från originalet den 6 mars 2016. https://web.archive.org/web/20160306194755/http://www.hembygd.se/brannkyrka/hembygdsgard/. Läst 19 oktober 2015.
17. ↑  RAÄ-nummer Brännkyrka 34:2.
18. ↑  RAÄ-nummer Huddinge 201:1.
19. ↑  Huddinge till fots, Huddinge kommun, ss 29–30
20. ↑  RAÄ-nummer Botkyrka 389:1.
21. ↑  Fornstig och gammelväg, sida 182
22. ↑  RAÄ-nummer Botkyrka 413:1.
23. ↑  Stockholmskällan: Stockholms Spår, Fittja. Arkiverad 18 juli 2014 hämtat från the Wayback Machine.
24. ↑  Botkyrka kommun: Göta landsväg ändrar sträckning. Arkiverad 13 maj 2014 hämtat från the Wayback Machine.
25. ↑  RAÄ-nummer Botkyrka 451:1.
26. ↑  Naturminnen i Stockholms län, Botkyrka kommun.
27. ↑  Kumla gård i Botkyrka, arkeologisk rapport av Lena Beronius Jörpeland och John Hamilton (2010).
28. ↑  Botkyrka kommun: Göta Landsväg. Arkiverad 13 maj 2014 hämtat från the Wayback Machine.
29. ↑  RAÄ-nummer Salem 326:1.
30. ↑  Salems kommun: Botvidslegenden Arkiverad 21 augusti 2010 hämtat från the Wayback Machine.
31. ↑  RAÄ-nummer Salem 222:1.
32. ↑  Holmfastristningen (RAÄ-nummer Södertälje 104:1)[död länk]
33. ↑  Georg Biurmans "Vägvisare uti Svea- och Göta Riken samt Stor-Förstendömet Finland" från 1742.
34. ↑  Infotavla, Årsta uppsatt av Stockholms stadsmuseum
35. ↑  Arkeologisk undersökning av stensättning RAÄ 96 samt delundersökning av Göta landsväg RAÄ 451:4, s. 18

### Övriga källor
- Informationstavla uppsatt av Stadsmuseet i Stockholm: Stenvalvsbron Valla å och Alby
- Informationstavla uppsatt av Stadsmuseet i Stockholm: Göta landsväg på Årstafältet
- Informationstavla uppsatt av Stadsmuseet i Stockholm: Göta landsväg vid Östbergavägen
- Informationstavla uppsatt av Stadsmuseet i Stockholm: Gravfält invid Göta landsväg
- Informationstavla vid Flottsbro (Flottsbro friluftsgård)
- Informationstavlor uppsatta av Enskede-Årsta hembygdsförening (Grynkvarnsparken, Årstavägen, Valla å)